# Lisbona
Lisbona (in portoghese Lisboa, [ɫɨʒˈboɐ]) è la capitale e la principale città del Portogallo. Con una popolazione censita di 545 923 abitanti all'interno dei suoi confini amministrativi, e circa 3 milioni nella sua area urbana (undicesima nell'Unione Europea) è la città più popolosa del Paese. Situata sull'estremità occidentale della penisola iberica, presso l'estuario del fiume Tago, è amministrativamente la capitale e geograficamente la zona più occidentale dell'Europa continentale.
Lisbona è considerata una città globale in virtù della sua discreta importanza in settori come finanza, commercio, editoria, arte, commercio internazionale, istruzione e turismo. È un importante centro economico, con un settore finanziario in crescita e uno tra i più importanti porti affacciati sull'Atlantico. L'aeroporto di Lisbona serve circa 20 milioni di passeggeri all'anno e importanti strade e autostrade collegano la capitale alle altre città portoghesi. La città è la sesta più visitata dell'Europa meridionale dopo Roma, Barcellona, Madrid, Atene e Milano, con 1 740 000 turisti nel 2009. La regione di Lisbona ha un PIL pro-capite considerevolmente più alto della media nazionale, al decimo posto nella UE con 110 miliardi di euro e 39375 € pro capite, dato del 40% più alto rispetto alla media dell'unione. La maggior parte dei quartier generali delle multinazionali portoghesi è localizzata in città, che è anche il maggior centro politico del Paese, essendo sede del Governo e della presidenza della Repubblica.
Nel 2020 la città ha ricevuto il Premio Capitale verde europea.

## Geografia fisica

### Territorio
La città sorge alla foce del fiume Tago (Tejo in portoghese) le cui sponde sono collegate da due grandi ponti: il ponte 25 Aprile, inaugurato nel 1966, e il ponte Vasco da Gama, lungo 17,2 km e inaugurato il 29 marzo 1998 in occasione di Expo '98.
Secondo la tradizione la città sorge, analogamente a Roma, su 7 colli: São Jorge, São Vicente, Sant'Ana, Santo André, das Chagas, Santa Catarina, São Roque. Tale parallelismo è in realtà un'invenzione letteraria del cronista Nicolau de Oliveira (ca. 1566-1634) contenuta nel suo Livro das Grandezas de Lisboa e ripresa da autori successivi.

### Clima
La città e i dintorni di Lisbona godono di un clima Atlantico, con inverni miti ed estati moderatamente calde, ma ben ventilate.
Le precipitazioni sono abbondanti tra l'autunno e l'inverno, mentre in estate sono frequenti i periodi di siccità, a causa dell'espansione verso est dell'anticiclone delle Azzorre e di quello verso nord dell'anticiclone subtropicale africano. L'umidità relativa può essere piuttosto elevata. Il clima è monitorato tramite la Stazione meteorologica di Lisbona Centro. Le ultime maggiori nevicate storiche sono state registrate un paio di volte durante la metà del Novecento negli anni 1944, 1954 e 1956. Nel 2006 è stata registrata una breve fioccata dopo 50 anni.
| Lisbona – (1981-2010) | Mesi | Mesi | Mesi | Mesi | Mesi | Mesi | Mesi | Mesi | Mesi | Mesi  | Mesi  | Mesi  | Stagioni | Stagioni | Stagioni | Stagioni | Anno  |
| Lisbona – (1981-2010) | Gen  | Feb  | Mar  | Apr  | Mag  | Giu  | Lug  | Ago  | Set  | Ott   | Nov   | Dic   | Inv      | Pri      | Est      | Aut      | Anno  |
| --------------------- | ---- | ---- | ---- | ---- | ---- | ---- | ---- | ---- | ---- | ----- | ----- | ----- | -------- | -------- | -------- | -------- | ----- |
| T. max. media (°C)    | 14,8 | 16,2 | 18,8 | 19,8 | 22,1 | 25,7 | 27,9 | 28,3 | 26,5 | 22,5  | 18,2  | 15,3  | 15,4     | 20,2     | 27,3     | 22,4     | 21,3  |
| T. min. media (°C)    | 8,3  | 9,1  | 11,0 | 11,9 | 13,9 | 16,6 | 18,2 | 18,6 | 17,6 | 15,1  | 11,8  | 9,4   | 8,9      | 12,3     | 17,8     | 14,8     | 13,5  |
| Precipitazioni (mm)   | 99,9 | 84,9 | 53,2 | 68,1 | 53,6 | 15,9 | 4,2  | 6,2  | 32,9 | 100,8 | 127,6 | 126,7 | 311,5    | 174,9    | 26,3     | 261,3    | 774,0 |

## Storia

### Etimologia del nome
Il toponimo Lisbona avebbe, secondo José Pedro Machado (come riportato nella voce corrispondente del Dicionário Onomástico Etimológico da Língua Portuguesa) origine sicuramente pre-romana. Vi sono al riguardo due ipotesi principali. Una indica un'origine fenicia del toponimo, riconducendolo all'espressione Alis-Ubbo, lett.: "insenatura amena" (vedere ad esempio Barbara Fraticelli, La imagen de la ciudad de Lisboa, entre lo real y lo imaginario, Madrid, Universidad Complutense de Madrid, 2001, pp. 17 e 53). Tuttavia l'etimologia più plausibile sembrerebbe essere non fenicia: l'elemento -ipo o -ippo, presente nel nome Olisipo, è riscontrato con grande frequenza in toponimi dell'antichità della penisola iberica sud-occidentale (ad es. Collippo, attuale Leiria; Calippo, l'odierno fiume Sado e possibile antico nome di Alcácer do Sal) ed è associato alla cosiddetta civiltà di Tartesso. Questa tesi, sostenuta da Francisco Villar Liébana e José Pedro Machado, indicherebbe quindi un'origine pre-celtica se non anche pre-indoeuropea del nome, non collegata alle lingue semitiche come il fenicio.

### Dal Neolitico all'Impero Romano
Durante il Neolitico la regione è stata abitata da popolazioni di origine iberica che a quel tempo occupavano anche altre regioni dell'Europa atlantica. Come prova di questa occupazione rimangono dolmen e menhir, che si possono vedere nelle campagne intorno alla città.
Reperti archeologici suggeriscono che la città sia stata sotto l'influenza dei fenici fin dal 1200 a.C.; alcuni storici ipotizzano che un centro di commercio fenicio occupasse il centro dell'attuale città, sul versante meridionale della collina del Castello. Il porto naturale formato dalla foce del fiume Tago rendeva la città un luogo ideale per rifornire di prodotti alimentari le navi fenice in viaggio verso le Isole Scilly e la Cornovaglia. Oltre che come punto di sosta, un approdo alla foce del fiume più importante della penisola iberica era interessante anche per gli scambi commerciali con l'entroterra, permettendo l'accesso a prodotti come materiali preziosi, sale e i famosi cavalli lusitani.
In passato si credeva che Lisbona fosse stata fondata dai Fenici e questo sembrerebbe accreditato dai recenti ritrovamenti di reperti fenici risalenti all'VIII secolo a.C. sotto la medievale Sé de Lisboa, la cattedrale della città moderna. La maggior parte degli storici moderni, tuttavia, ritiene che Lisbona fosse un antico insediamento di popolazioni autoctone (ciò che i romani chiamavano un oppidum) che ha mantenuto prolungate relazioni commerciali e culturali con i fenici. Un possibile esempio di questa acculturazione è stato individuato nella cosiddetta lapide funeraria di Wadbar, datata al VII secolo a.C.. Il manufatto, scoperto nel Palácio dos Condes de Coculim nel 2014, riporta un'iscrizione in alfabeto fenicio, pur menzionando i nomi di due individui, Wadbar e suo padre Ibadar, che suggeriscono un'origine locale.
I greci conoscevano Lisbona con il nome di "Olisipo", che, secondo il mito, fu fondata da Ulisse durante il suo viaggio di ritorno da Troia ad Itaca.

### Dall'Impero Romano alla dominazione araba
Durante le guerre puniche, una volta sconfitto Annibale, i romani decisero di privare Cartagine di uno dei suoi territori più importanti: l'Hispania, il nome latino della penisola iberica. Olisipo (anche "Olissipo" od "Olisippo") si schierò subito con i romani e inviò soldati a combattere a fianco dei legionari contro le tribù celtiche del nord-ovest. Come compenso Olisipo fu integrata nella Repubblica romana nel 205 a.C. in qualità di comune romano col nome di Felicitas Julia; furono garantite completa autonomia su un territorio fino a 50 km attorno alla città, esenzione dalle tasse e cittadinanza romana per tutti gli uomini liberi che vi abitavano.
Durante il periodo di Augusto furono erette delle mura difensive, un grande teatro (sul lato sud della collina del castello di San Giorgio, riscoperto nel 1798), delle terme (sotto l'attuale Rua da Prata), numerosi templi, una necropoli (sotto l'attuale Praça da Figueira), un grande foro e numerose abitazioni nella zona tra il castello di San Giorgio e la Baixa.
La città fu da sempre economicamente forte grazie al commercio del sale, del vino, dei cavalli e del garum, una salsa di pesce molto apprezzata al tempo. Fu tuttavia con la sconfitta della pirateria e le innovazioni tecnologiche che la città assunse grande importanza come punto strategico per il commercio con la Cornovaglia, la zona del Reno e con l'interno della penisola iberica.
La città era anche un punto di collegamento tra due importanti città del tempo: Bracara Augusta (oggi Braga) ed Emerita Augusta, capitale della Lusitania romana (oggi Mérida in Spagna).
Olisipo, come la maggior parte delle grandi città occidentali dell'Impero romano, fu un centro per la diffusione del Cristianesimo. Il suo primo vescovo attestato fu Potamio (circa 356). Secondo la tradizione Lisbona fu il luogo del martirio dei cosiddetti Santi martiri di Lisbona, i fratelli Maxima, Verissimus e Julia, le cui vicende vengono riportate da Usuardo nel suo martirologio.
Sul finire della dominazione romana, Olisipo subì numerose invasioni da parte di Alani e Vandali, che dominarono la regione tra il 409 d.C. ed il 429 d.C.. Tra il 409 d.C. e il 585 d.C. la regione di Olisipo fu dominata per lunghi periodi dai Suebi, che avevano fondato un regno in Gallaecia (regione comprendente l'attuale Galizia e il nord del Portogallo), con capitale Bracara Augusta (oggi Braga).
Nel 585 d.C. Olisipo fu aggregata al regno visigoto di Toledo, che arrivò così a comprendere l'intera penisola iberica. In quel periodo la città era nota con il nome di Ulishbona.

### Il periodo arabo
Il 6 agosto 711 la città fu conquistata dagli Omayyadi, guidati da Abd al-Aziz ibn Musa. Sotto la dominazione islamica la città fu nota con il nome di al-ʾIšbūnah (in arabo الأشبونة‎?). La città, divenuta un importante centro commerciale ed amministrativo, si arricchì di varie strutture, di natura militare e civile: venne realizzata una nuova cinta muraria (cerca moura) e un castello sul sito dell'attuale castello di San Giorgio. La città fiorì e conobbe un'ampia espansione. Durante la dominazione musulmana si sviluppò il quartiere dell'Alfama, il più antico di Lisbona e tra i pochi ad aver conservato la sua fisionomia medievale avendo subito solo danni di lieve entità in seguito al terremoto del 1755. La popolazione divenne sotto la dominazione araba estremamente eterogenea: oltre ai musulmani, in città vivevano cristiani di rito mozarabico ed ebrei, ai quali fu concesso lo status di Dhimmi. L'influenza araba è ancora visibile in alcuni toponimi di Lisbona.
La prosperità di Lisbona la rese un obiettivo appetibile per invasori esterni: nel 798 la città venne catturata e saccheggiata da Alfonso II delle Asturie, mentre nell'844 la città venne conquistata ed occupata per diversi giorni dai vichinghi nell'ambito delle operazioni militari che sarebbero culminate nell'attacco vichingo di Siviglia.
Politicamente Lisbona fu nel corso del IX secolo sottoposta al califfato di Cordova. Nel primo decennio dopo l'anno mille, Lisbona, in seguito alla frammentazione del califfato, passò sotto il controllo della prima taifa di Badajoz, creata dal saqaliba Sabur al-Saqlabi. In seguito la città divenne il centro di una taifa indipendente governata dai successori di Sabur, i figli Abd al-Aziz ibn Sabur e Abd al-Malik ibn Sabur. La taifa di Lisbona sopravvisse fino al 1034, quando venne nuovamente conquistata dalla taifa di Badajoz, retta dalla nuova dinastia degli Aftasidi. Nel 1093 la città venne brevemente occupata dal regno di León, passando in seguito sotto il controllo degli Almoravidi, che la tennero per circa un cinquantennio. Infine passò a far parte della autoproclamata seconda taifa di Badajoz, sorta in seguito alla crisi della dinastia almoravide.
Diversi geografi e viaggiatori arabi hanno lasciato descrizioni di Lisbona nell'ultimo secolo di dominazione musulmana, lodandone la prosperità e la bellezza. Tra questi troviamo Muhammad al-Idrisi e Yaqut.

### Lisbona attraverso la riconquista cristiana, l'età delle scoperte e l'unione iberica

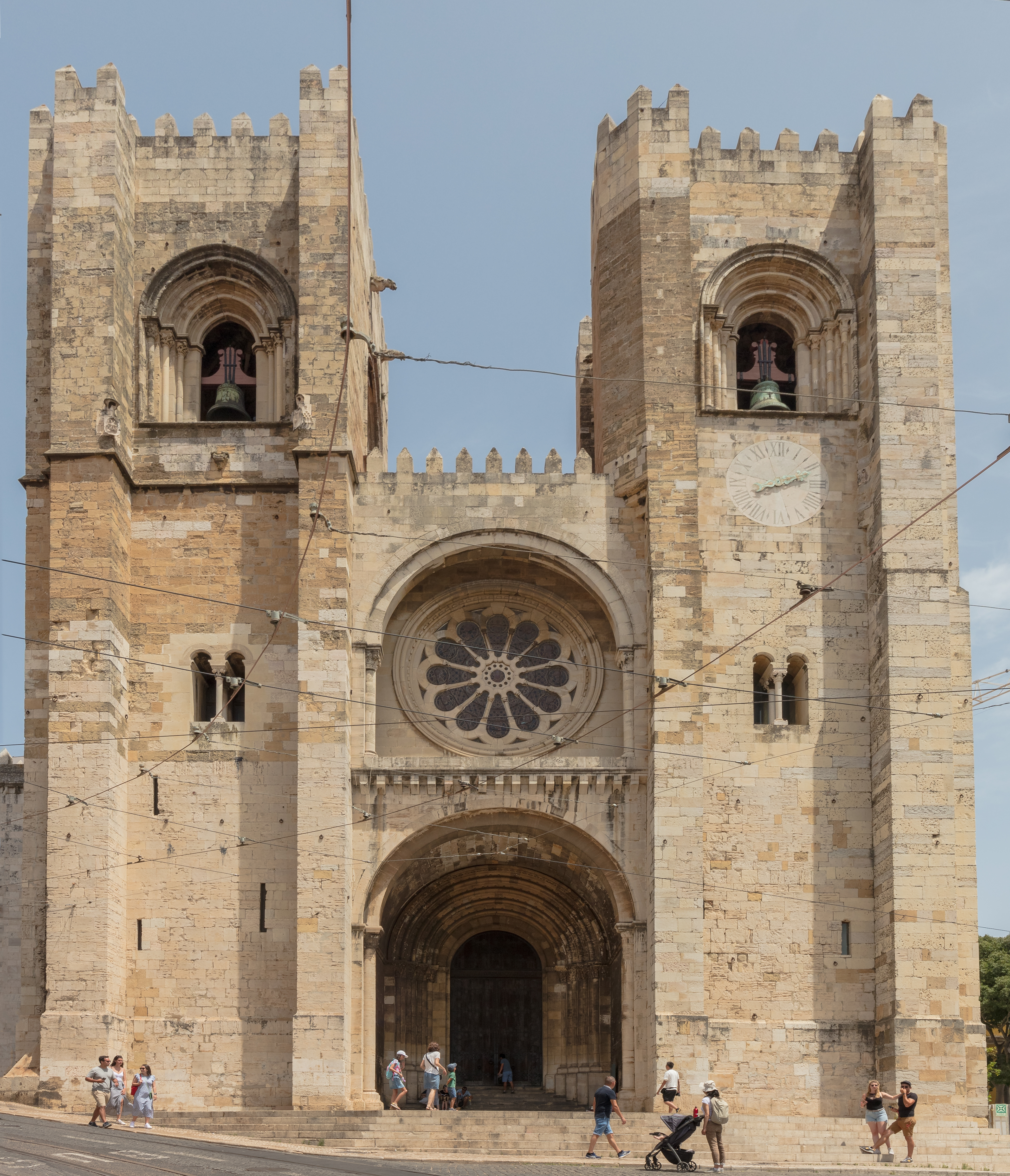
La cattedrale di Lisbona

Il 25 ottobre 1147 Alfonso I di Portogallo, al comando di un esercito comprendente forze portoghesi e crociati, dopo un lungo assedio che durava dal 1º luglio, entrò a Lisbona, in seguito alla resa della città da parte delle forze musulmane, negoziata il 21 ottobre. In seguito alla conquista della città si ebbe un esodo della popolazione musulmana e si verificarono saccheggi contro la popolazione locale, pur senza gravi spargimenti di sangue. Gli eventi dell'assedio e immediatamente successivi ad esso vennero descritti nella cronaca redatta da un crociato, nota come De expugnatione Lyxbonensi.
La definitiva conquista cristiana di Lisbona fu senza dubbio uno dei più importanti eventi nella storia della città. Anche dopo la conquista cristiana una significativa popolazione musulmana continuò a risiedere nella città di Lisbona, abitando nel quartiere della Mouraria, posto sulle pendici nord-occidentali della collina dove sorge il castello di San Giorgio. Analogamente, Lisbona continuò ad ospitare una popolazione ebraica, distribuita in vari quartieri (judiarias), ovvero la Judiaria Grande, la Judiaria Nova e la Judiaria da Alfama (le ultime due sorsero nel XIV secolo). Dopo la riconquista venne consacrata la cattedrale di Lisbona e nominato quale primo vescovo della nuova diocesi l'inglese Gilberto di Hastings.
Lisbona ebbe i primi documenti ufficiali di città (foral) nel 1179. Nel 1255 (o 1245) divenne capitale del regno del Portogallo in virtù della sua posizione centrale. Nel 1290 vi venne fondata la prima università del Portogallo, chiamata Estudo Geral (nel XVI secolo tuttavia tale istituzione fu trasferita a Coimbra ed oggi è conosciuta come Università di Coimbra).
Nel 1496 venne decretata l'espulsione o la conversione forzata di tutti i non cristiani presenti nel regno. Questa decisione determinò l'allontanamento o la conversione (spesso solo formale) delle minoranze ebraica e musulmana che fino ad allora erano rimaste componenti distinguibili della popolazione di Lisbona. Tuttavia le tensioni esistenti tra la popolazione e i cristão-novos, in particolare di origine ebraica, fomentate anche dai predicatori, sfociarono nel massacro di Lisbona, avvenuto tra il 19 e il 22 aprile del 1506, nel corso del quale persero la vita diverse migliaia di persone. L'evento, descritto da vari cronisti quali Garcia de Resende, Salomón ben Verga, Samuel Usque, fu uno dei fattori (assieme all'istituzione dell'Inquisizione portoghese nel 1536) che accelerò l'emigrazione dal regno di molti ebrei portoghesi, verso i Paesi Bassi, l'Italia, l'Impero Ottomano e la colonia del Brasile.
Tra il XV ed il XVII secolo Lisbona fu il punto di partenza di moltissimi viaggi di esplorazione. Tra questi i più significativi furono la spedizione partita nell'agosto del 1487 sotto il comando di Bartolomeo Diaz, che compì la circumnavigazione dell'Africa doppiando il capo di Buona Speranza e raggiungendo la baia di Algoa sull'Oceano Indiano; la successiva scoperta della rotta per l'India da parte di una flotta guidata da Vasco da Gama, partita nel luglio 1497; infine la spedizione partita nel marzo del 1500, sotto il comando di Pedro Álvares Cabral, conclusasi con la scoperta del Brasile.
Il XVI secolo segna l'epoca d'oro per Lisbona. La città divenne il centro del commercio europeo con l'Africa, l'India, l'Estremo Oriente e, più tardi, il Brasile. Divenne anche il punto di partenza per esplorare le ricchezze di spezie, di schiavi, lo zucchero, i tessuti e altri prodotti. Questo è stato il momento dell'esuberante stile manuelino, che ha lasciato il suo segno in due dei monumenti più importanti di Lisbona: la Torre di Belém e il Mosteiro dos Jerónimos, entrambi inseriti tra i siti del patrimonio mondiale dell'umanità dell'UNESCO.
Nel 1580 il Portogallo perse la sua indipendenza in favore della Spagna in seguito alla guerra di successione portoghese entrando a far parte dell'Unione Iberica. L'indipendenza fu proclamata nel 1640, quando la viceregina del Portogallo Margherita di Savoia venne posta agli arresti da un gruppo di congiurati nel palazzo della Ribeira a Lisbona. Il sovrano Filippo IV di Spagna venne dichiarato decaduto e venne proclamato Giovanni IV del Portogallo della dinastia dei Braganza quale nuovo sovrano. Da questi eventi sarebbe scaturita la guerra di restaurazione portoghese, conclusasi nel 1668 con il riconoscimento dell'indipendenza del Regno del Portogallo.

### Il terremoto del 1755
All'inizio del XVIII secolo, con una popolazione stimata di circa 250 000 abitanti, Lisbona era una delle città più grandi d'Europa. Nel corso dei secoli precedenti la città aveva già sperimentato alcuni importanti terremoti che avevano causato però danni tutto sommato contenuti.
Alle 9,40 circa della mattina del 1º novembre 1755, quando molte persone erano intente ad assistere alla messa, si verificò una scossa di terremoto di magnitudo stimata attorno al 9º grado della scala Richter con epicentro in mare a circa 200 km al largo di Cabo de São Vicente. La scossa di terremoto provocò il crollo di molti edifici e numerosi incendi che si propagarono per la città a macchia d'olio; i sopravvissuti, per sfuggire al fuoco, si radunarono nella Baixa, vicino al fiume. Circa 40 minuti dopo uno tsunami, generato dalla stessa scossa, colpì Lisbona distruggendo tutta la parte bassa della città.
Secondo le stime ufficiali ci furono tra 30 000 e 40 000 morti e fu distrutto circa l'85% della città. Tra gli edifici più importanti che andarono distrutti vi furono il palazzo della Ribeira, dimora della famiglia reale (scampata al terremoto in quanto quel giorno fuori città), e l'Hospital Real de Todos os Santos, il più grande edificio pubblico del tempo. Tra i pochi quartieri di Lisbona ad essere poco danneggiati dal terremoto vi fu l'Alfama.
Dopo il terremoto il Primo Ministro del tempo, Sebastião José de Carvalho e Melo, primo marchese di Pombal, prese in mano la situazione e guidò la ricostruzione della città. Invece di ricostruire sulle orme della precedente città medievale, Pombal decise di demolire le strutture danneggiate dal terremoto e costruire un nuovo centro cittadino in conformità alle moderne regole urbanistiche dettate dall'Illuminismo. Dalla sua iniziativa sorse il quartiere centrale della Baixa, anche chiamato Baixa Pombalina.

### Lisbona nel XIX e XX secolo

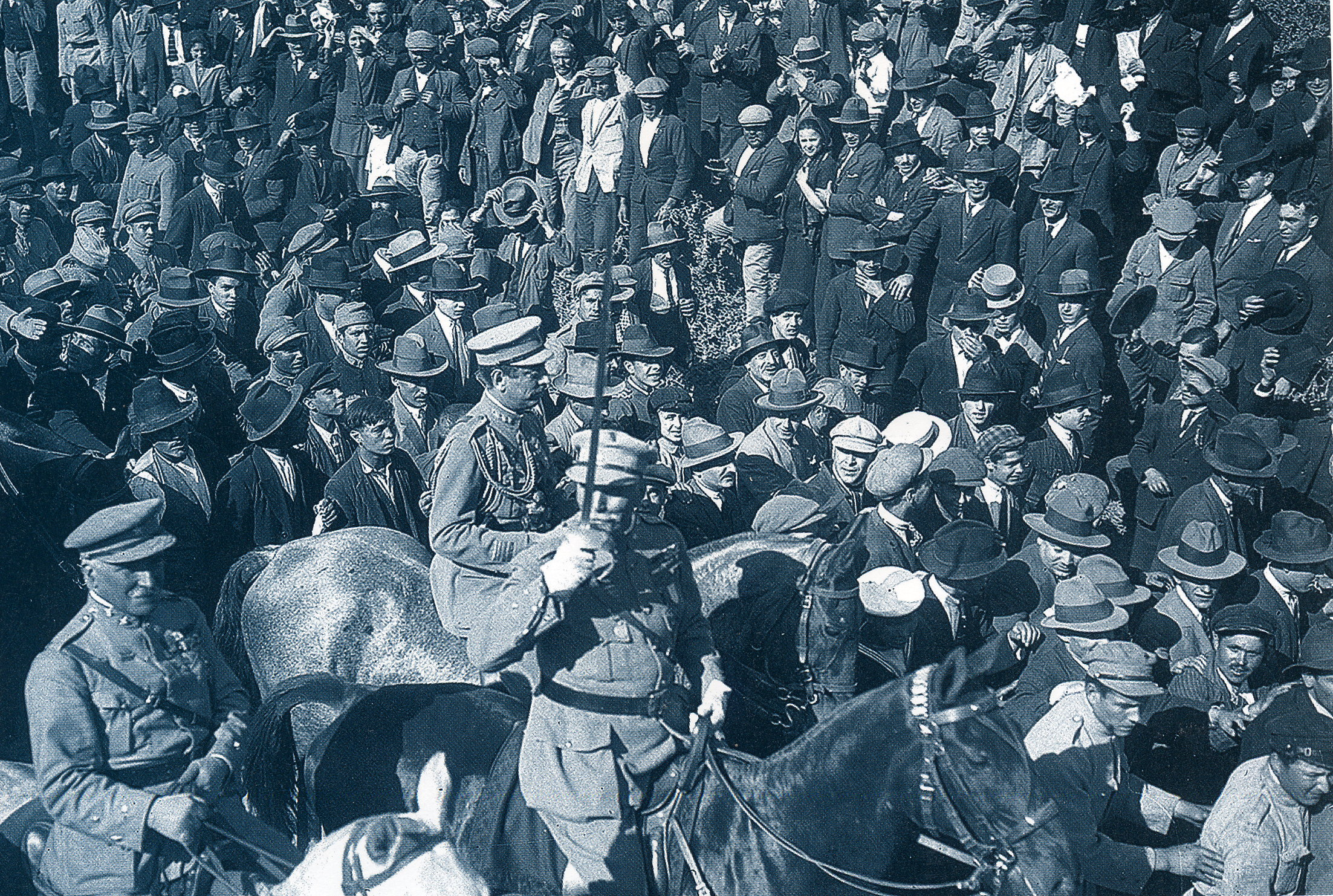
Manuel Gomes da Costa e le sue truppe sfilano a Lisbona, lungo l'Avenida da Liberdade, il 6 giugno 1928 dopo il golpe.

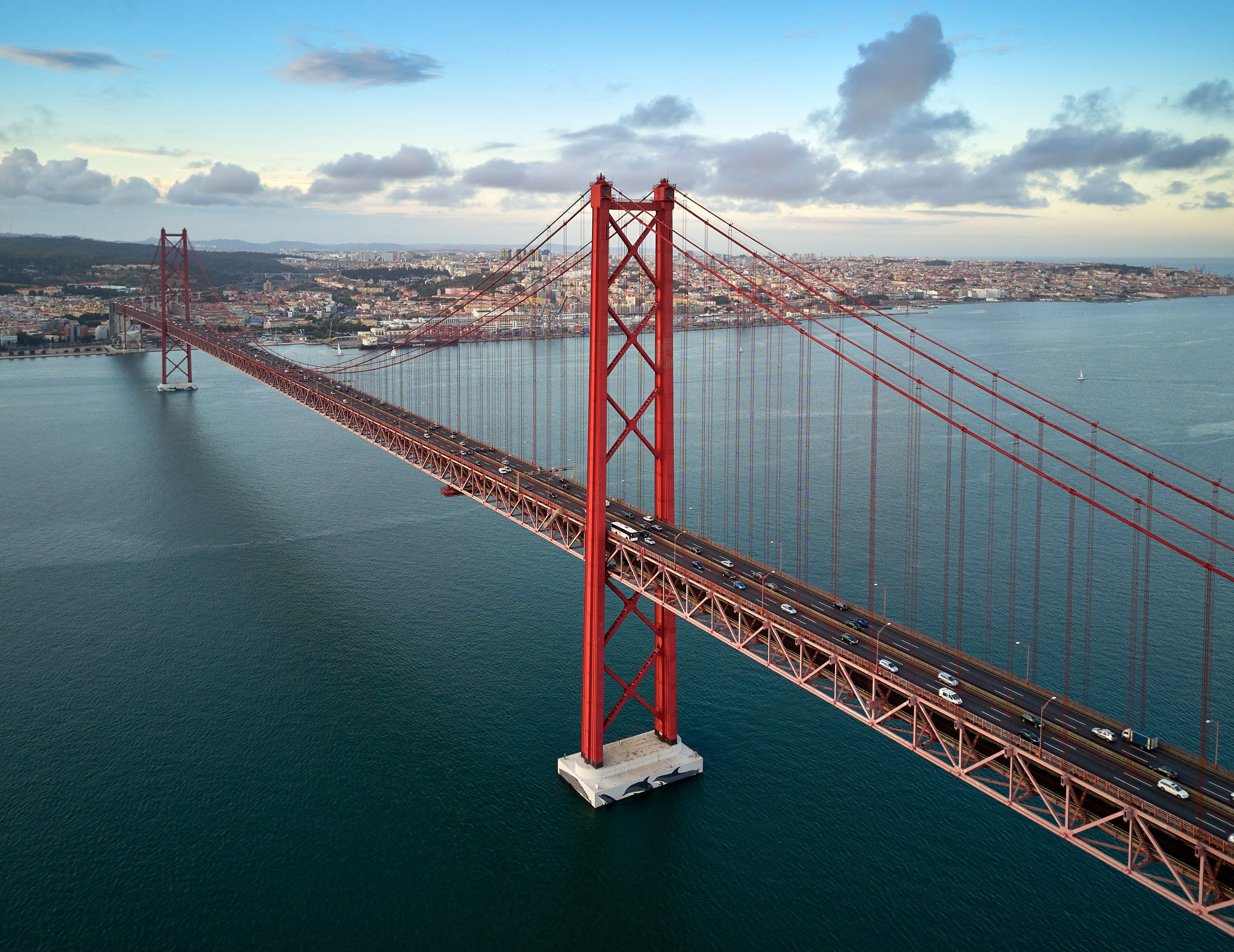
Il Ponte 25 aprile, noto con il nome di Ponte Salazar fino al 1974, venne costruito tra il 1962 e il 1966.

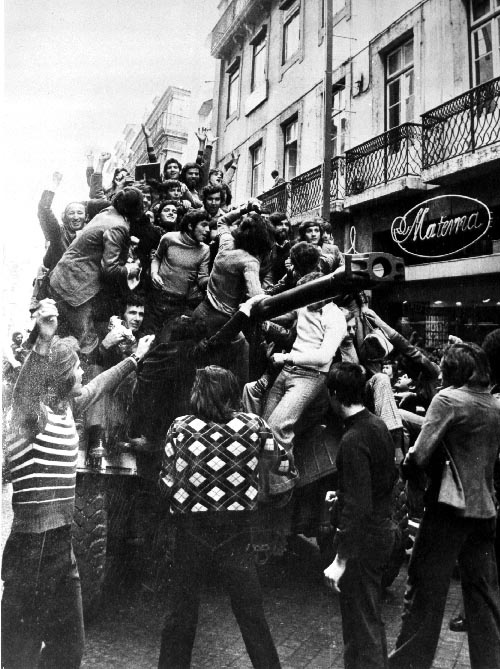
Lisbona, una folla festante su un Panhard EBR durante la Rivoluzione dei Garofani.

In seguito alla stipula del Trattato di Fontainebleau tra Francia e Spagna, il 19 novembre 1807 il Portogallo fu invaso dalle truppe di Napoleone Bonaparte, che occuparono rapidamente il Paese, giungendo alle porte di Lisbona. In questo contesto maturò, il giorno 24 novembre, la decisione di trasferire in Brasile la famiglia reale e la corte. Circa 420 persone (tra cui la regina Maria I e il figlio, Principe Reggente João, futuro re Giovanni VI), si imbarcarono su 16 navi, scortate da 4 imbarcazione della Marina britannica al comando di Graham Moore. Dopo due giorni di attesa, il 29 novembre del 1807, la flotta salpò da Lisbona alla volta di Salvador. Le forze francesi rimasero in controllo di Lisbona e di gran parte del Portogallo sino all'estate del 1808, quando fu loro consentito di ritirarsi in seguito alla stipula della Convenzione di Sintra. Lisbona sarebbe stata tuttavia nuovamente interessata dalle due successive invasioni francesi nel 1809 e nel 1810-11. In quest'ultima occasione la città venne validamente difesa dall'avanzata francese grazie alle fortificazioni note come Linee di Torres Vedras.
Al termine delle guerre napoleoniche, il Portogallo fu attraversato da una grave crisi politica dalla quale scaturirono le cosiddette Guerre Liberali. Lisbona venne occupata nel 1833 dalle forze liberali che restaurarono nel 1834 la monarchia costituzionale basata sulla Carta costituzionale del 1826.
La città perse molta della sua importanza economica in seguito all'indipendenza del Brasile nel 1822. Tuttavia Lisbona conobbe nel corso del XIX secolo un certo sviluppo culturale, dando vita alla sua tradizione di caffè letterari e teatri. Il centro culturale e commerciale della città divenne il quartiere del Chiado. La città fu inoltre interessata da interventi di ammodernamento ed espansione del tessuto urbano. Nel 1848 la città si dotò di un sistema di illuminazione a gas, sostituito con uno elettrico nel 1878. Nel 1856 venne inaugurato il primo collegamento ferroviario tra Lisbona e Carregado, con partenza dalla stazione di Lisbona Santa Apolónia. Nel 1890 venne inaugurata la stazione di Lisbona Rossio. Nel 1886 fu completata l'Avenida da Liberdade, in sostituzione di un precedente giardino pubblico, che divenne ben presto il salotto di Lisbona. L'apertura dell'Avenida iniziò inoltre un significativo sviluppo urbano oltre la Baixa. In cima all'Avenida da Liberdade iniziò nel 1917 la costruzione della Praça Marquês de Pombal. Un altro importante asse viario, l'Avenida Dona Amélia (odierna Avenida Almirante Reis), fu inaugurato nel 1903.
Sul finire del XIX secolo sorgono a Lisbona i primi nuclei di industrializzazione, concentrati nei quartieri di Alcântara, Bom Sucesso e Santo Amaro. La centrale termoelettrica Central Tejo venne costruita nel 1909 nella località rivierasca di Belém.
Il 1º febbraio 1908, mentre attraversava il Terreiro do Paço, l'attuale Praça do Comércio, accompagnato dalla sua famiglia, il re Carlo I di Portogallo fu assassinato con due colpi di pistola da due attentatori repubblicani.
Pochi anni dopo Lisbona fu teatro della rivolta repubblicana del 5 ottobre 1910 che depose il successore di Carlo I, Manuele II del Portogallo, inaugurando la Prima Repubblica portoghese. Dopo questa rivoluzione, tuttavia, il Portogallo rimase in una situazione di profonda instabilità politica, sostanzialmente in una guerra civile. Tra il 1910 ed il 1926 si succedettero 45 governi, quasi tutti di origine militare, e due presidenti furono assassinati.
Il colpo di stato portoghese del 1926 pose fine al regime repubblicano liberale, inaugurando la dittatura militare portoghese. Il generale José Mendes Cabeçadas era il principale sostenitore del colpo di stato a Lisbona e venne nominato da Manuel Gomes da Costa, artefice del golpe, presidente del consiglio e presidente della Repubblica. Venne rimosso poco dopo e lo stesso Gomes da Costa assunse i due incarichi lasciati vacanti. Questo nuovo governo (che vide per la prima volta l'ingresso di António de Oliveira Salazar nel consiglio dei ministri, sia pure per soli tre giorni), venne a sua volta esautorato da un golpe interno ordito da João José Sinel de Cordes e António Óscar Carmona. Quest'ultimo era l'uomo forte del nuovo regime e assunse la carica di primo ministro, che mantenne fino al 1928, e, pochi mesi dopo, quella di presidente della Repubblica, che avrebbe mantenuto sino al 1951. Dopo una serie di governi militari, António de Oliveira Salazar, dopo aver ricoperto l'incarico di ministro delle finanze dal 1928, venne nominato nel 1932 primo ministro. La dittatura militare cedette il passo ad un regime autoritario conservatore, nazionalista e corporativista, dominato dalla figura del primo ministro Salazar e dal partito unico Unione Nazionale, fondato nel 1930. Il regime godeva del sostegno dalla Chiesa e dall'alta borghesia. La ratifica della nuova costituzione nel 1933 sancì l'inizio dell'Estado Novo, interpretato da alcuni storici come una forma di fascismo portoghese, dichiaratamente ispirato al fascismo italiano.
Durante la seconda guerra mondiale il Portogallo rimase neutrale, rendendo quindi Lisbona il maggior porto di partenza per i profughi diretti verso Brasile, Argentina, Stati Uniti d'America.
Il 25 aprile 1974 Lisbona fu teatro della rivoluzione dei Garofani che mise fine all'Estado Novo e iniziò il processo di democratizzazione in Portogallo. A Lisbona si ebbero le uniche vittime della rivoluzione, quando agenti della Direcção Geral de Segurança (nome assunto dalla PIDE nel 1968), spararono sulla folla di civili e militari assiepata intorno al quartier generale in Rua António Maria Cardoso nº 22. Si ebbero due sparatorie, una intorno alle ore 13:30, l'altra intorno alle 20:15 del 25 aprile, che costarono la vita a quattro manifestanti (Fernando Carvalho Giesteira, José James Harteley Barneto, João Guilherme Rego Arruda, Fernando Luís Barreiros dos Reis), oltre a ferirne diverse altre. Un impiegato della DGS (António Lage) venne ucciso intorno alle 21:25, quando, dopo essersi arreso, tentò di fuggire. L'edificio venne infine occupato da forze dell'Esercito e della Marina in seguito alla resa degli occupanti avvenuta intorno alle 9:45 del giorno successivo. Nella stessa giornata un agente della PSP (Manuel Cândido Martins Costa) fu assassinato in Largo de Camões.
Il 5 agosto 1988 un incendio distrusse 18 edifici nella zona di Chiado, provocando 2 morti e 70 feriti; secondo gli storici fu il più grave disastro avvenuto a Lisbona dopo il terremoto del 1755. In seguito gli edifici furono ricostruiti mantenendo le facciate come l'originale, mentre l'interno fu costruito secondo concezione moderna.
Nel 1994 Lisbona venne scelta quale Capitale europea della cultura.
Nel 1998 si tenne a Lisbona l'Expo, giusto in tempo per commemorare il 500º anniversario del viaggio di Vasco da Gama in India. Per l'occasione fu costruito un quartiere completamente nuovo, Parque das Nações, e il ponte Vasco da Gama, il più lungo d'Europa con i suoi 17,2 km.

### Simboli

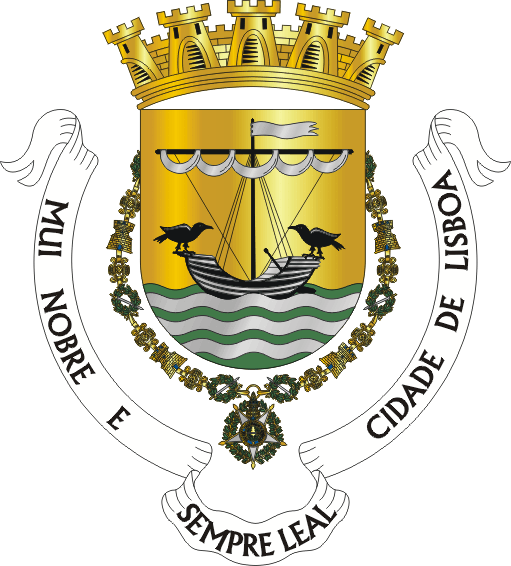
Stemma della città

Lo stemma della città consiste in uno scudo d'oro su cui è presente un esteso vascello nero e argenteo su un mare di sette onde alternativamente verdi e argento. Ad entrambe le estremità della nave si trovano due corvi rivolti verso il centro del campo.
La bandiera della città riporta un gheronato bianco e nero con, nel centro, lo stemma di cui sopra.

## Monumenti e luoghi d'interesse

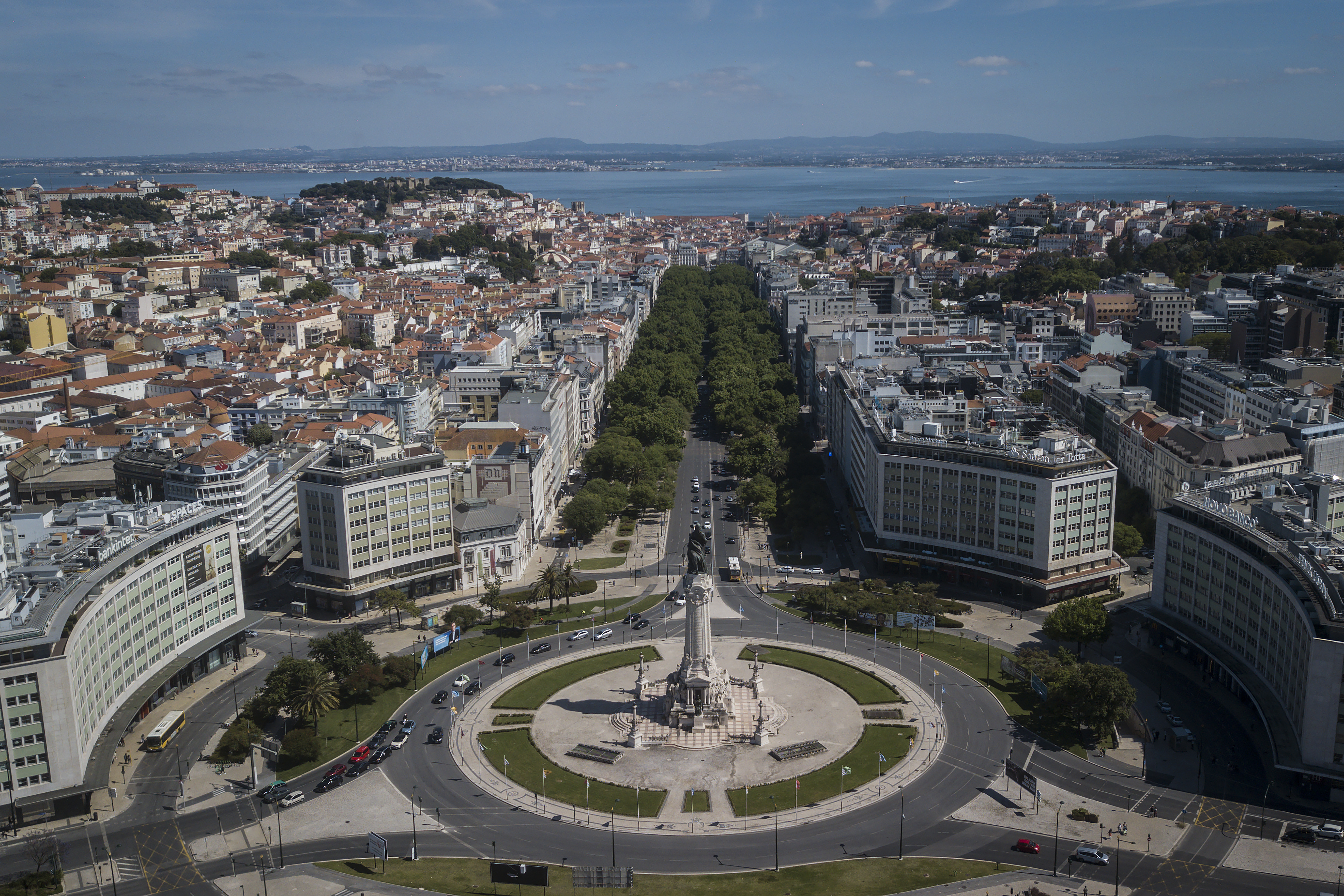
Praça Marquês de Pombal con l'alberata Avenida da Liberdade

Il Tago e l'Oceano Atlantico regalano alla città una gran luce e grandi cieli; la popolazione è cortese e il cibo viene usualmente considerato di buona qualità, specialmente se si ama il pesce.
Una tappa imperdibile per i visitatori amanti della gastronomia è senz'altro la famosa ed antichissima Antiga Confeitaria de Belém situata nell'omonimo quartiere, a pochi metri dal Mosteiro dos Jerónimos. È una pasticceria storica, nota in tutto il Portogallo per avere inventato la ricetta dei pastéis de nata (altrimenti chiamati pastéis de Belém se prodotti da questa pasticceria). Sono dei canestrelli di pasta sfoglia riempiti di crema cotta al forno, dal sapore unico. La pasticceria sforna in continuazione i pastéis, così è sempre possibile gustarli tiepidi. Il locale è rimasto immutato nel tempo e conserva moltissimi azulejo che i visitatori possono osservare seduti nelle sale interne. Il pasticcino è comunque diffuso in tutto il Portogallo e se ne può trovare una variante con il canestrello fatto di pasta frolla.
Altre prelibatezze della cucina portoghese gustabili in ogni buon ristorante della capitale sono, per esempio, il bacalhau à Brás, una ricetta molto particolare fatta con baccalà secco sfilettato, cipolla, uova, patate fritte, olive nere e prezzemolo, il tutto sapientemente amalgamato. La carne de porco à portuguesa, uno spezzatino fatto con filetto di maiale e patate saltate nel vino, oppure la carne de porco à alentejana dove al posto delle patate ci sono le vongole.
Da segnalare, tra le molte attrazioni:
- Il Castello di São Jorge, che sorge nel sito dell'acropoli della città antica e domina l'Alfama, il quartiere più anticamente abitato della città e l'unico della città vecchia sopravvissuto al terremoto;
- La Praça Marquês de Pombal con il suo monumento dedicato al nobile che ricostruì la città dopo il terremoto, dalla quale parte il "Parco Eduardo VII", il più grande parco della città, con annesso giardino botanico;
- Il Monastero dos Jerónimos, straordinario enorme esempio di architettura manuelina che ospita le memorie dei portoghesi illustri, da Vasco da Gama a Luis Vaz de Camoes (il Dante Alighieri portoghese) a Amália Rodrigues a Fernando Pessoa;
- La Torre di Belém da dove Vasco de Gama partì alla conquista dell'impero;
- Il Parque das Nações, moderno quartiere che ha ospitato l'Expo '98.

Caratteristica di Lisbona è la musica del fado, che si può ancora ascoltare dal vivo nella città vecchia.

### Architetture religiose
- Monastero dos Jerónimos[4]
- Cattedrale di Lisbona
- Chiesa di Santa Engrácia
- Igreja de Santo António de Lisboa
- Chiesa di São Vicente de Fora
- Chiesa da Conceição Velha
- Chiesa di São Roque
- Convento do Carmo
- Basilica da Estrela
- Igreja da Memória
- Capela de São Jerónimo
- Chiesa di São Miguel
- Sinagoga di Lisbona
- Moschea centrale di Lisbona

### Architetture civili

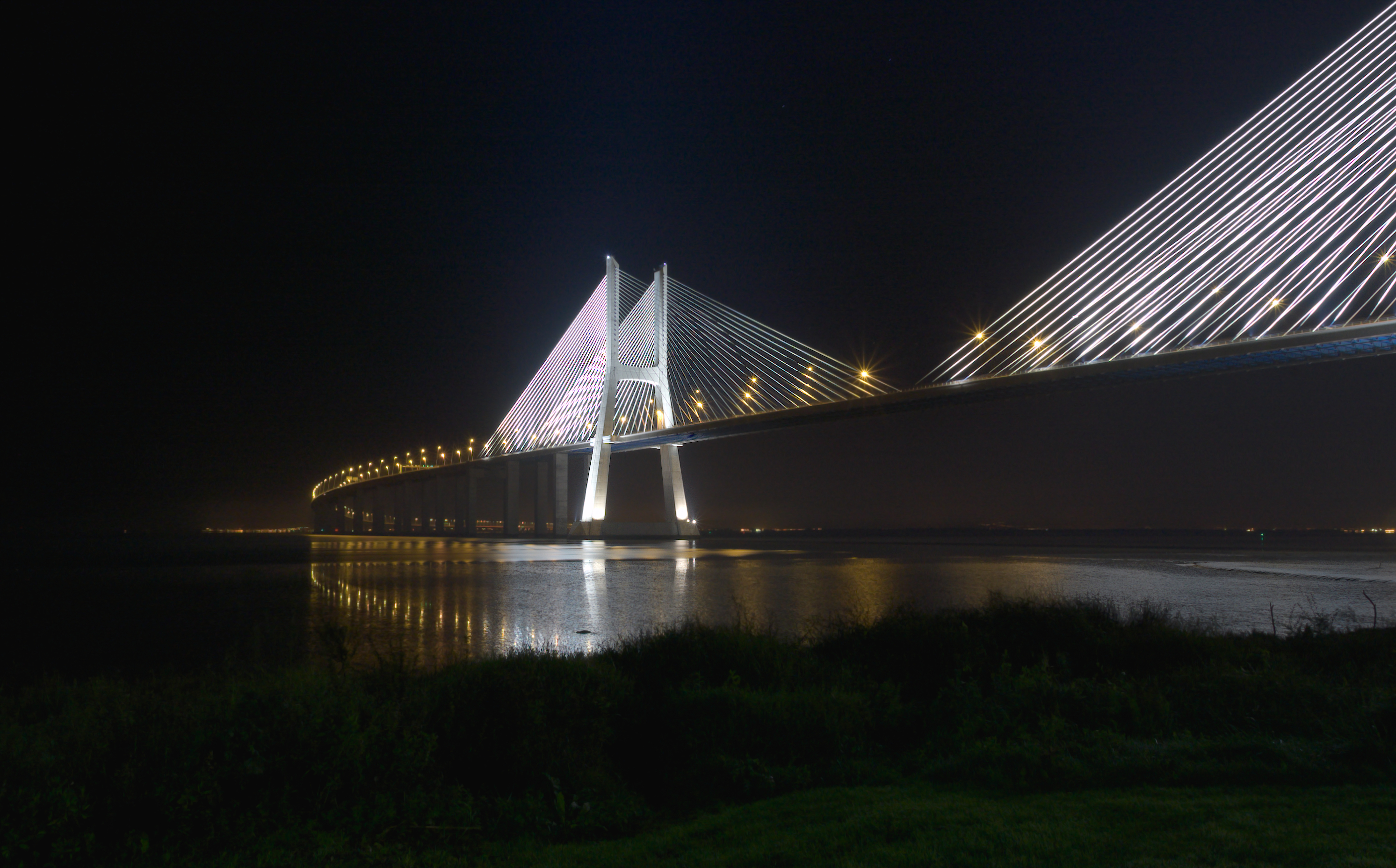
Ponte Vasco da Gama

- Palazzo di São Bento
- Palácio Nacional de Belém
- Palazzo dei marchesi di Fronteira
- Palazzo Nazionale di Ajuda
- Palácio do Grilo
- Casa dos Bicos
- Monumento alle Scoperte
- Castello di São Jorge
- Elevador de Santa Justa
- Torre di Belém
- Teatro Nacional de São Carlos
- Ponte 25 Aprile
- Ponte Vasco da Gama
- Acquedotto delle Acque Libere
- Arena di Campo Pequeno
- Stabilimento carcerario di Lisbona
- Municipio di Lisbona

#### Vie
- Avenida da Liberdade
- Rua Augusta
- Rua do Carmo

#### Piazze
- Rossio
- Praça do Império
- Praça do Comércio
- Praça da Figueira
- Praça dos Restauradores
- Praça Marquês de Pombal
- Praça Afonso de Albuquerque
- Largo do Rato

#### Mercati
- Feira da Ladra
- Mercado da Ribeira / Mercado da Avenida Vinte e Quatro de Julho

#### Caffè storici
- A Brasileira, in Rua Garrett 120-122
- Café-Restaurante Martinho da Arcada, in Praça do Comércio 3
- Café Gelo, in Praça D. Pedro IV 64
- Antiga Confeitaria de Belém, in Rua de Belém 86-88
- Pastelaria Versailles, in Avenida da República 15 A

### Aree e siti naturali
- Parque das Nações
- Parco di Monserrate
- Giardino botanico di Lisbona
- Jardim da Estrela
- Jardim das Amoreiras
- Jardim do Príncipe Real
- Jardim Vasco da Gama
- Giardino botanico di Ajuda
- Jardim Botânico Tropical
- Zoo di Lisbona
- Parco Edoardo VII
- Parque Botânico do Monteiro-Mor
- Jardim do Arco do Cego
- Parque Florestal de Monsanto

### Belvedere
- Miradouro Sophia de Mello Breyner Andresen (o Miradouro da Graça)
- Largo das Portas do Sol
- Jardim do Alto de Santa Catarina
- Miradouro de Santa Luzia
- Jardim de São Pedro de Alcântara
- Miradouro da Senhora do Monte
- Jardim do Torel
- Panorâmico de Monsanto

## Società

### Evoluzione demografica
| Popolazione di Lisbona (1801 – 2021) | Popolazione di Lisbona (1801 – 2021) | Popolazione di Lisbona (1801 – 2021) | Popolazione di Lisbona (1801 – 2021) | Popolazione di Lisbona (1801 – 2021) | Popolazione di Lisbona (1801 – 2021) | Popolazione di Lisbona (1801 – 2021) | Popolazione di Lisbona (1801 – 2021) | Popolazione di Lisbona (1801 – 2021) | Popolazione di Lisbona (1801 – 2021) |
| ------------------------------------ | ------------------------------------ | ------------------------------------ | ------------------------------------ | ------------------------------------ | ------------------------------------ | ------------------------------------ | ------------------------------------ | ------------------------------------ | ------------------------------------ |
| 1801                                 | 1849                                 | 1900                                 | 1930                                 | 1960                                 | 1981                                 | 1991                                 | 2001                                 | 2011                                 | 2021                                 |
| 203 999                              | 174 668                              | 350 919                              | 591 939                              | 801 155                              | 807 937                              | 663 394                              | 564 657                              | 552 700                              | 545 923                              |

La struttura demografica della città è composta da un 54% di donne e un 46% di uomini, con classi di età che vanno velocemente invecchiando, il 24% della popolazione ha un'età superiore a 65 anni (media nazionale del 17%), il 13% inferiore a 15 anni, 9% tra 15 e 24 anni e 53% tra 25 e 64 anni.

### Festività

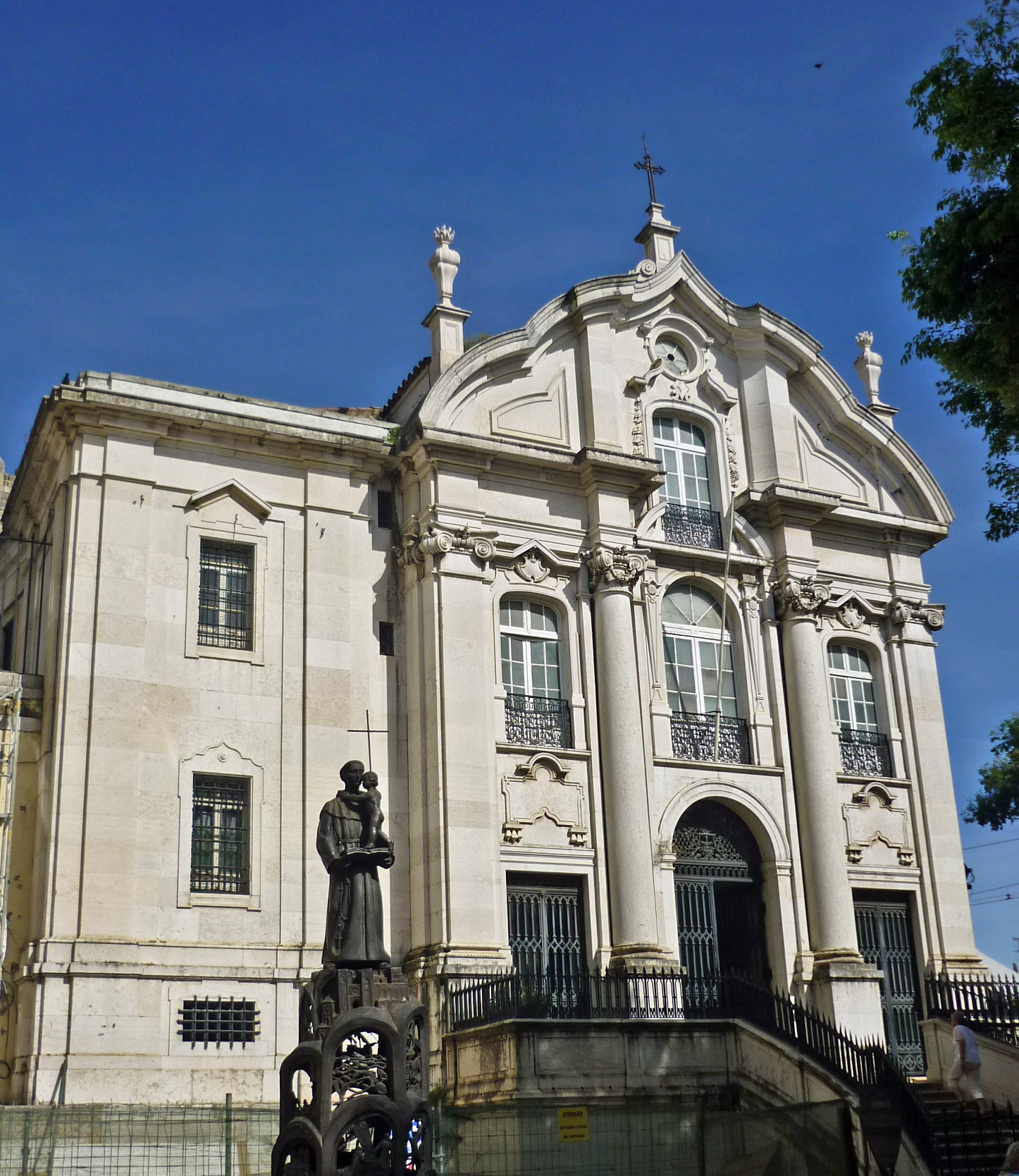
L'Igreja de Santo António de Lisboa, la cui struttura originaria risale al XV secolo, venne quasi completamente distrutta dal terremoto del 1755. Venne ricostruita a partire dal 1767 su progetto di Mateus Vicente de Oliveira, patrocinato da Paulo António de Carvalho e Mendonça. La chiesa è il punto di partenza della processione del 13 giugno che si snoda nel quartiere dell'Alfama.

L'antica festa del solstizio d'estate (21 giugno) viene celebrata a Lisbona per tutto il mese di giugno. La tradizione pagana faceva di questa notte, la più breve dell'anno, una notte magica in cui l'ordine naturale delle cose può essere sovvertito. La tradizione cristiana si è poi sovrapposta a quella pagana: a giugno si festeggiano S. Antonio di Padova (nato a Lisbona intorno al 1195 con il nome di Fernando Martins de Bulhões), S. Giovanni e S. Pietro, rispettivamente il 13, 24 e 29 giugno, celebrazioni note collettivamente con il nome di Festas dos Santos Populares. Ogni freguesia di Lisbona organizza festival locali (arraiais), con concerti e ampia offerta di cibo di strada, che durano l'intero mese di giugno. I quartieri di Lisbona organizzano inoltre le cosiddette marchas populares. Le marchas populares, pur storicamente attestate a partire dal XVIII secolo, vennero organizzate in maniera ufficiale solo a partire dal 1932, su iniziativa di José Leitão de Barros e Norberto de Araújo. Il 12 giugno, per festeggiare S. Antonio si organizza una parata spettacolare lungo Avenida da Liberdade: tutti i quartieri sfilano con costumi colorati danzando e cantando in competizione. Finita la sfilata si riversano nelle stradine dei vari bairros cantando e facendo baldoria, mentre chioschi in ogni angolo offrono birra e sardinha assada. Il 13 giugno nel municipio di Lisbona e nella cattedrale di Lisbona si celebrano matrimoni collettivi e anche gli sposi (16 coppie) sfilano lungo l'Avenida da Liberdade. L'idea di celebrare matrimoni in questo giorno fu proposta da Augusto Cortês Pinto alla camera municipale di Lisbona nel 1958. La tradizione dei Casamentos de Santo António venne mantenuta sino al 1974, anno della rivoluzione dei garofani, per poi essere riproposta a partire dal 1997. Gli innamorati si regalano piantine di basilico nano, manjericos, decorati con un garofano di carta e una poesia. È un gesto denso di simbolismi: nella tradizione romana se un uomo regalava una piantina di basilico a una donna equivaleva a una proposta di matrimonio. Inoltre la piantina muore e si rinnova ogni anno, ma per ottenere ciò va coltivata, come l'amore.

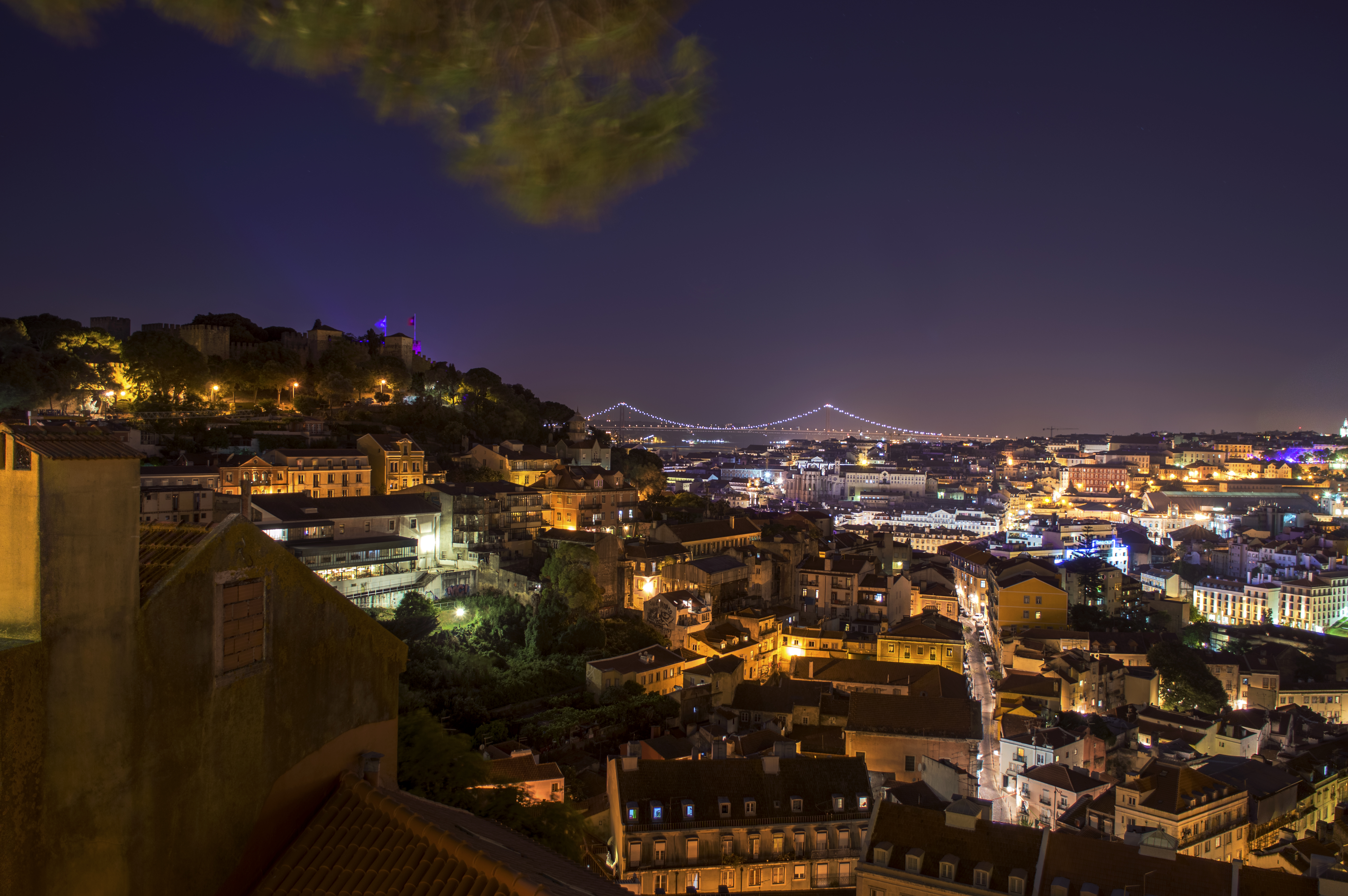
Vista notturna della città di Lisbona

## Cultura
Lisbona possiede numerose università pubbliche e private, biblioteche e musei, tra i quali il Museo Nazionale di Arte Antica, il Museo Calouste Gulbenkian e Oceanario.
Da non trascurare il Planetario Calouste Gulbenkian, situato nell'ambito del Museo Navale, a pochi passi dal famoso Mosteiro dos Jerónimos, nel quartiere di Belém. A Lisbona si trova inoltre la libreria in attività più antica del mondo, la sede storica della Livraria Bertrand, situata in Rua Garrett nel quartiere Chiado.

### Istruzione
A Lisbona sono presenti due università pubbliche: l'Università di Lisbona (creata nel 2013 in seguito all'unione dell'Universidade Clássica de Lisboa, istituita nel 1911, e dell'Università Tecnica di Lisbona, istituita nel 1930) e la Nuova Università di Lisbona (fondata nel 1957). L'università di Lisbona contiene al suo interno diverse scuole di formazione, tra cui l'Instituto Superior Técnico, l'Instituto de Ciências Sociais da Universidade de Lisboa e l'Instituto Superior de Ciências Sociais e Políticas. Alle università pubbliche si aggiungono gli istituti universitari pubblici (aventi diverso inquadramento giuridico rispetto alle prime), ovvero l'ISCTE – Instituto Universitário de Lisboa, l'Instituto Universitário de Ciências Psicológicas, Sociais e da Vida, l'Instituto Politécnico de Lisboa. Le principali istituzioni di insegnamento universitario private sono invece l'Universidade Autónoma de Lisboa (fondata nel 1985), l'Universidade Católica Portuguesa (fondata nel 1967), l'Universidade Lusíada de Lisboa (fondata nel 1986), l'Universidade Lusófona (fondata nel 1987) e l'Università Europea di Lisbona (sorta in seguito alla riorganizzazione della più antica università privata del Portogallo, l'Instituto Superior de Línguas e Administração, fondato nel 1962).

### Ricerca
L'Accademia delle scienze di Lisbona è stata fondata nel 1779.

### Biblioteche e archivi
A Lisbona hanno sede anche la Biblioteca nazionale del Portogallo e l'archivio di stato portoghese, l'Archivio nazionale Torre do Tombo.

### Musei
- Museo Calouste Gulbenkian - Museu Calouste Gulbenkian[21]
- Museo Berardo (chiuso nel 2022, la collezione passa al Museu de Arte Contemporânea - Centro Cultural de Belém) - Museu Coleção Berardo[22]
- MACAM - Museu de Arte Contemporânea Armando Martins[23]
- Museo nazionale d'arte antica - Museu nacional de arte antiga[24]
- Museo Nazionale di Arte Contemporanea - Museu Nacional de Arte Contemporânea do Chiado[25]
- Oceanario di Lisbona - Oceanário de Lisboa[26]
- Museo Nazionale dell'Azulejo - Museu Nacional do Azulejo[27]
- Museo delle carrozze - Museu Nacional dos Coches[28]
- Museo del design e della moda - Museu do Design e da Moda[29]
- Centro Cultural de Belém[30]
- Museu de Arte, Arquitetura e Tecnologia[31]
- Museo dell'elettricità - Museu da Electricidade
- Acquario Vasco da Gama - Aquário Vasco da Gama[32]
- Fundação Árpád Szenes-Vieira da Silva[33]
- Museo dell'acqua - Museu da Água[34]
- Museo della Carris - Museu da Carris[35]
- Museu do Oriente[36]
- Museu de São Roque[37]
- Museo del fado - Museu do Fado[38]
- Museo di Lisbona - Museu de Lisboa[39]
- Museo delle arti decorative - Museu Escola de Artes Decorativas[40]
- Museo militare di Lisbona - Museu Militar de Lisboa[41]
- Museo nazionale di archeologia - Museu Nacional de Arqueologia[42]
- Museo nazionale di etnologia - Museu Nacional de Etnologia[43]
- Museo nazionale del teatro e della danza - Museu Nacional do Teatro e da Dança[44]
- Museo nazionale del costume - Museu Nacional do Traje[45]
- Pavilhão do Conhecimento[46]
- Museo della Società Geografica di Lisbona - Museu Etnográfico da Sociedade de Geografia de Lisboa[47]
- Museo della marionetta - Museu da Marioneta[48]
- Museo di arte popolare - Museu de Arte Popular[49]
- Museo della Marina - Museu de Marinha[50]
- Planetario Calouste Gulbenkian - Planetário Calouste Gulbenkian[51]
- Casa Fernando Pessoa[52]
- Museu da Farmacia[53]
- Museu do Aljube - Resistência e Liberdade, ospitato presso la Cadeia do Aljube[54]

### Teatri
Il teatro dell'opera di Lisbona è il Teatro Nacional de São Carlos, mentre il maggior teatro di prosa è il Teatro Nacional D. Maria II.

## Amministrazione municipale

Freguesias di Lisbona prima della riforma del 2012, raggruppate in quattro Bairros Administrativos

Freguesias di Lisbona attuali

Nel 2012, nel quadro della generale riorganizzazione amministrativa dei municipi portoghesi, anche Lisbona venne interessata da una significativa riduzione del numero delle freguesias, passate da 53 alle attuali 24. Le 24 freguesias di Lisbona sono raggruppate in cinque Zonas (o Unidades de Intervenção Territorial - UIT).
| - Ajuda (UIT Ocidental) - Alcântara (UIT Ocidental) - Alvalade (UIT Centro) - Areeiro (UIT Centro) - Arroios (UIT Centro) - Avenidas Novas (UIT Centro) - Beato (UIT Oriental) - Belém (UIT Ocidental) | - Benfica (UIT Norte) - Campo de Ourique (UIT Centro Histórico) - Campolide (UIT Centro) - Carnide (UIT Norte) - Estrela (UIT Centro Histórico) - Lumiar (UIT Norte) - Marvila (UIT Oriental) - Misericórdia (UIT Centro Histórico) | - Olivais (UIT Oriental) - Parque das Nações (UIT Oriental) - Penha de França (UIT Centro Histórico) - Santa Clara (UIT Norte) - Santa Maria Maior (UIT Centro Histórico) - Santo António (UIT Centro) - São Domingos de Benfica (UIT Norte) - São Vicente (UIT Centro Histórico) |

Parallelamente alla suddivisione ufficiale della città in freguesias, la città di Lisbona è divisa informalmente in "bairros" storici che non hanno confini definiti in maniera ufficiale, come Amoreiras, Chiado, Bairro Alto, Bica, Alfama, Mouraria, Restelo, Intendente, Chelas e Lapa.

## Infrastrutture e trasporti
Lisbona ha un sistema di trasporto pubblico basato sulla metropolitana e su una rete di autobus, una di tram (di cui il più famoso è la "linea 28") e tre funicolari (che vengono chiamate dalla popolazione locale con il nominativo di "elevadores"), gestite principalmente dalla Carris, azienda di trasporto pubblico cittadina. Per i collegamenti interurbani è attiva anche la Rede Nacional de Expressos.
Per quanto riguarda il trasporto ferroviario gestito da Comboios de Portugal, tra le stazioni presenti sul territorio cittadino vi sono la stazione di Lisbona Oriente, Santa Apolónia e Cais do Sodré.
La città è servita, per i collegamenti aerei dall'aeroporto di Lisbona-Portela.

## Relazioni internazionali

### Gemellaggi
- Belo Horizonte
- Brasília
- Rio de Janeiro
- San Paolo del Brasile
- Salvador de Bahia
- Bissau
- Budapest
- Buenos Aires
- Cacheu
- Dili
- Luanda
- Macao
- Madrid
- Malacca
- Maputo
- Montevideo
- Nicosia
- Praia
- Rabat
- San Francisco
- São Tomé
- Zagabria

### Accordi di cooperazione
- Parigi

## Sport

### Calcio
Le due squadre principali della città sono il Benfica, che gioca nell'Estádio da Luz, nella freguesia di São Domingos de Benfica e lo Sporting Clube de Portugal, che gioca nell'Estádio José Alvalade, nella freguesia di Lumiar. A queste si aggiungono il Belenenses, che gioca nell'Estádio do Restelo, nella freguesia di Belém; il Belenenses SAD, che gioca nell'Éstadio Nacional do Jamor, ad Oeiras; il Casa Pia Atlético Clube, che gioca nell'Estádio Pina Manique, nella freguesia di Benfica. Vi sono inoltre diversi club minori, quali l'Atlético Clube de Portugal, che gioca nell'Estádio da Tapadinha, nella freguesia di Alcântara ed il Clube Oriental de Lisboa, che gioca nell'Estádio Engenheiro Carlos Salema, nella freguesia di Marvila.

### Calcio a 5
Lo Sporting Clube de Portugal e lo Sport Lisboa e Benfica, entrambe militanti nel Campeonato Nacional de Futsal, sono le sezioni di calcio a 5 delle società polisportive aventi sede a Lisbona Sporting Clube de Portugal e Sport Lisboa e Benfica.

### Rugby a 15
Il Campionato portoghese di rugby a 15 è dominato da club basati a Lisbona, aventi natura amatoriale, in diversi casi operanti all'interno di associazioni sportive universitarie. Tra i club più significativi troviamo la AEIS Agronomia; la sezione rugby del Clube de Futebol Os Belenenses; il Grupo Desportivo Direito; la sezione rugby del Centro Desportivo Universitário de Lisboa; la sezione rugby dello Sport Lisboa e Benfica.

### Football americano
Nel football americano la città è rappresentata da diverse squadre, la principale delle quali, i Lisboa Navigators, ha vinto 6 volte il titolo nazionale.

### Maratona
La mezza maratona di Lisbona è una corsa su strada che si svolge nella capitale del Portogallo ogni anno a marzo, facente parte del circuito IAAF Gold Label Road Race.

## Galleria d'immagini

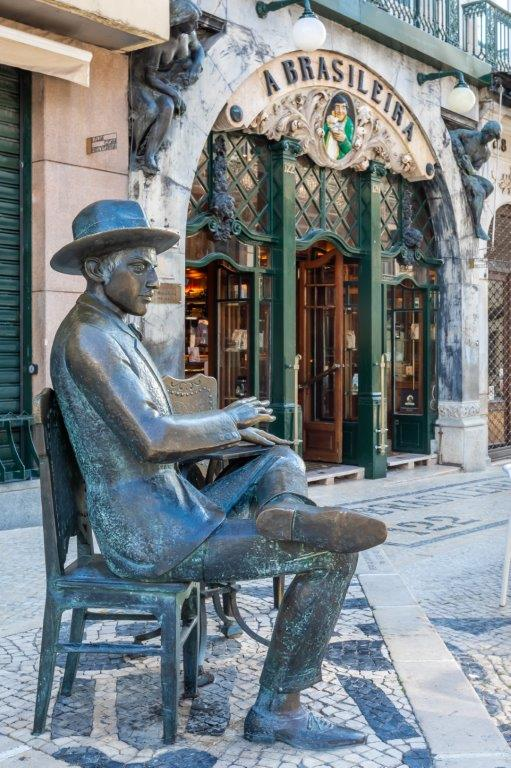
Il caffè storico A Brasileira, con la scultura in bronzo di Fernando Pessoa
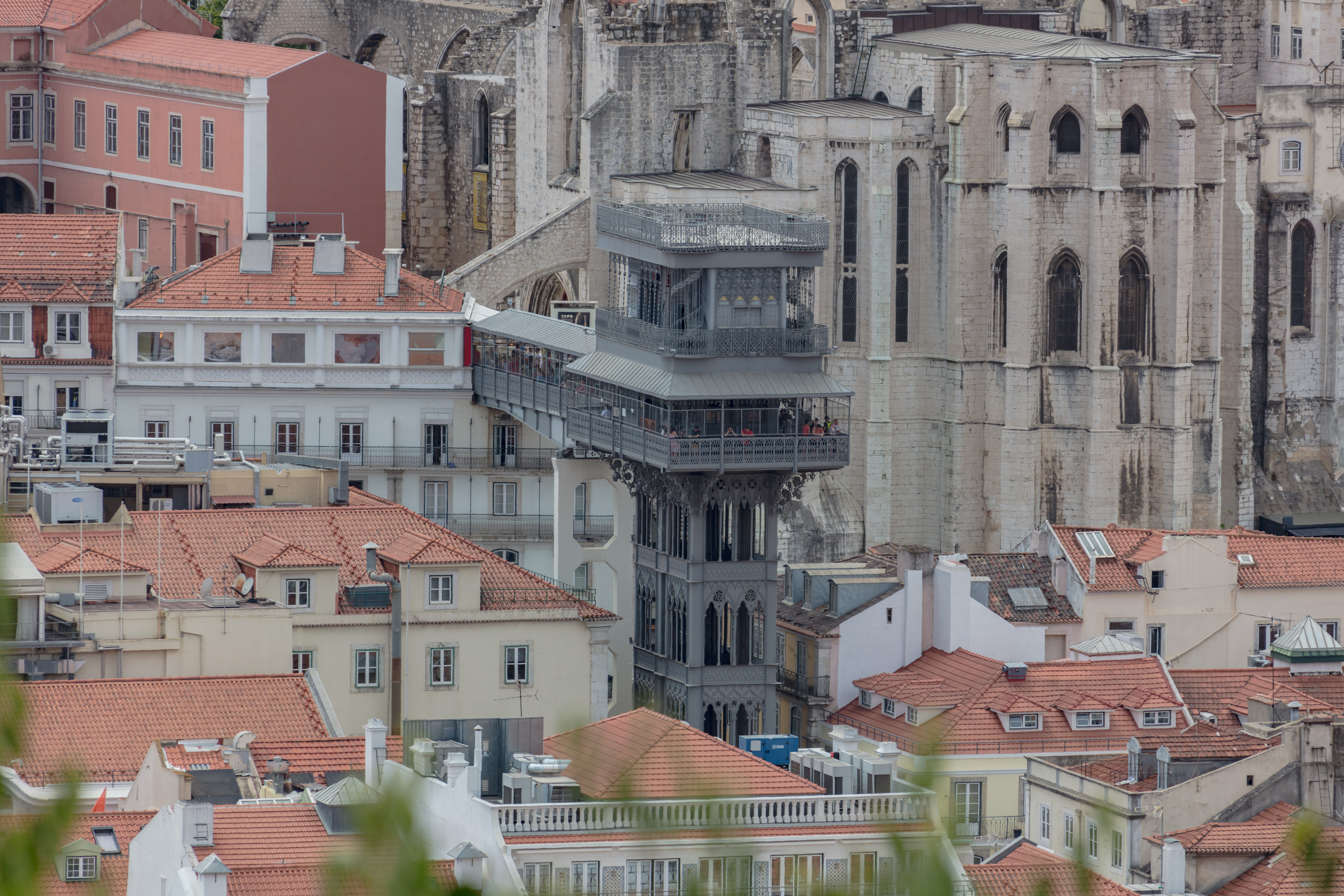
L'Elevador de Santa Justa (al centro) collega, superando un dislivello di circa 30 metri, la Baixa presso Rua do Ouro e Rua do Carmo al Largo do Carmo (sul quale si affaccia il Convento do Carmo, visibile sulla destra)
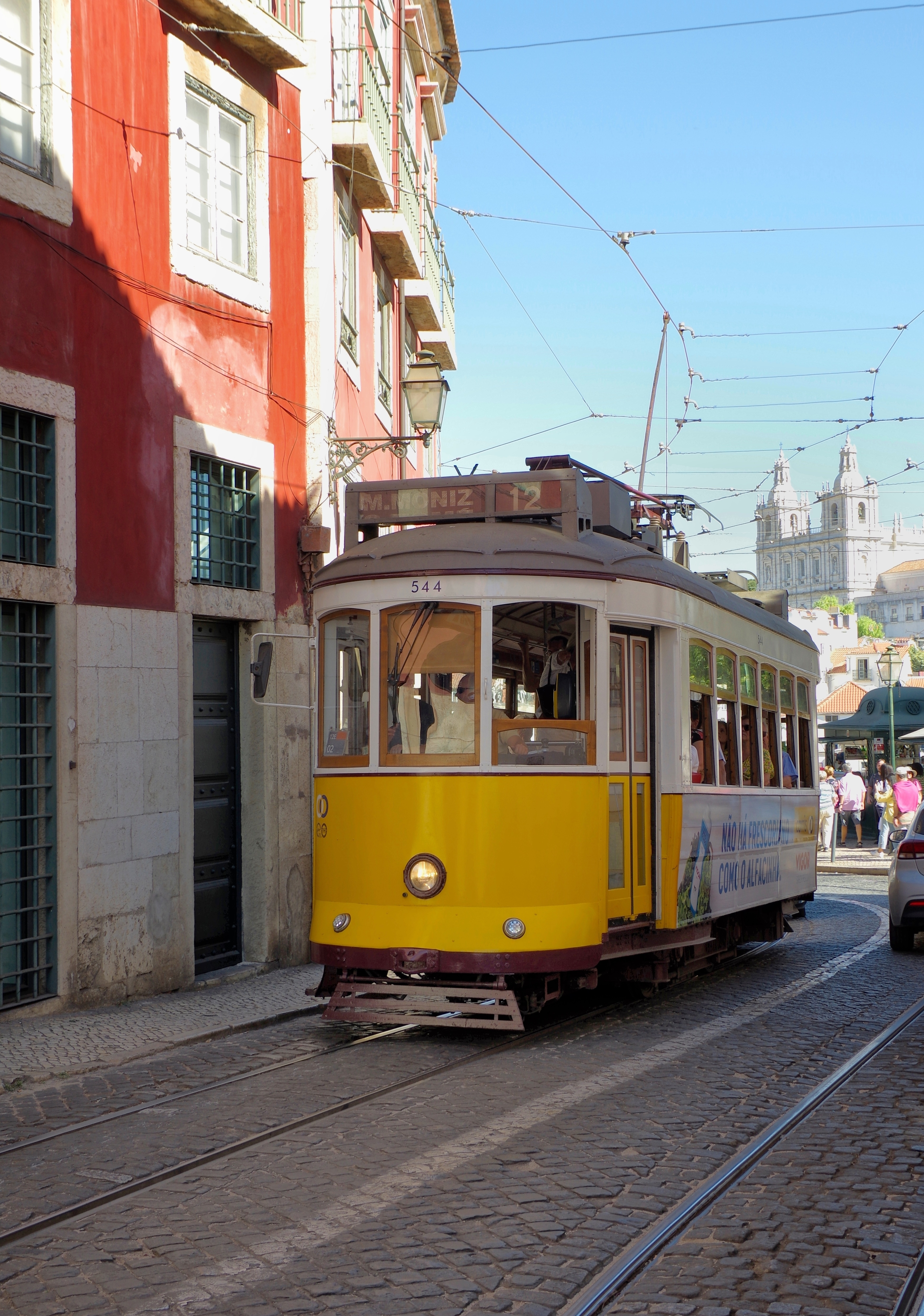
Un elétrico della Carris, simbolo di Lisbona
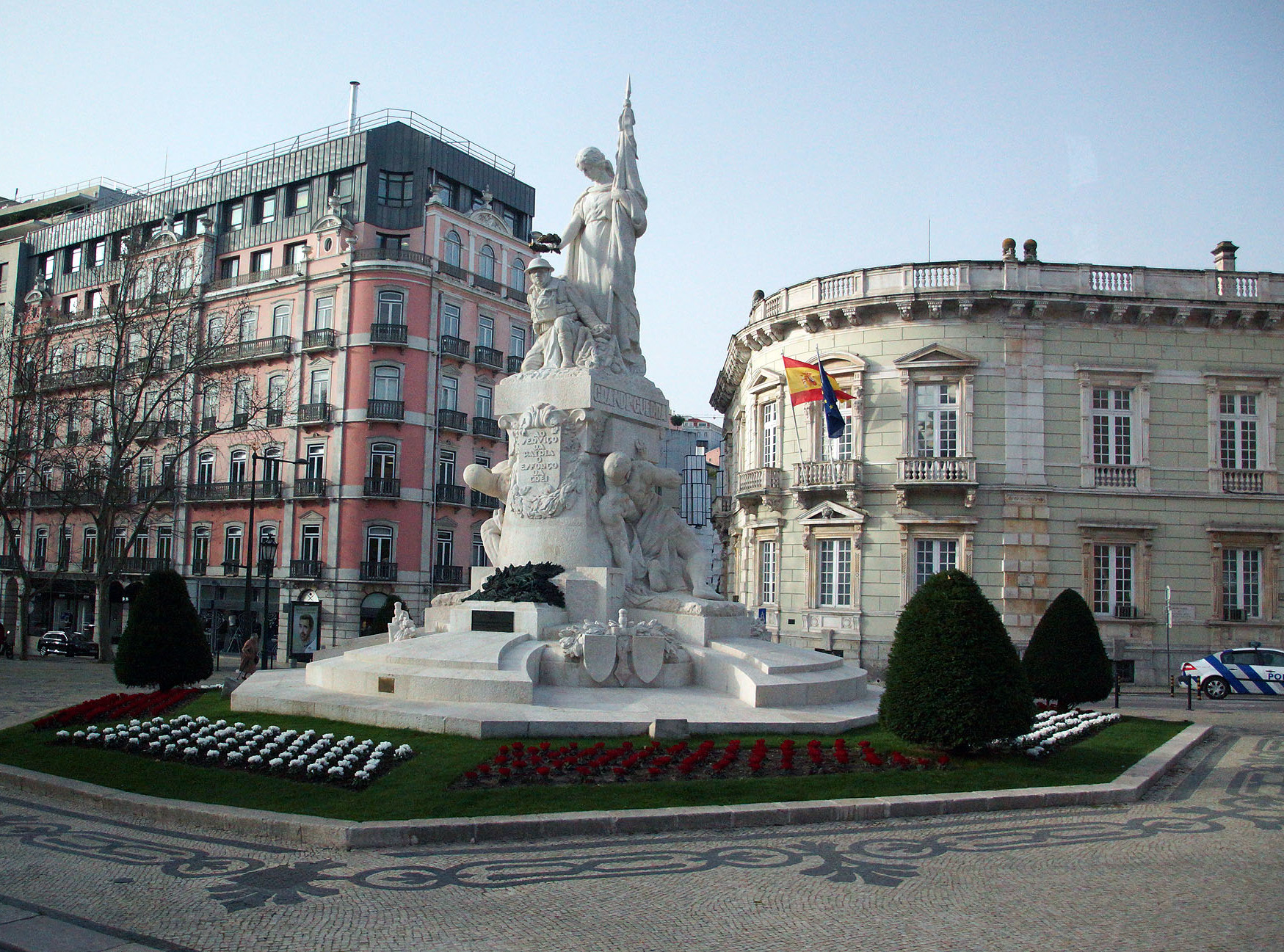
Avenida da Liberdade. Monumento ai caduti della Prima guerra mondiale e sulla destra, l'ambasciata di Spagna
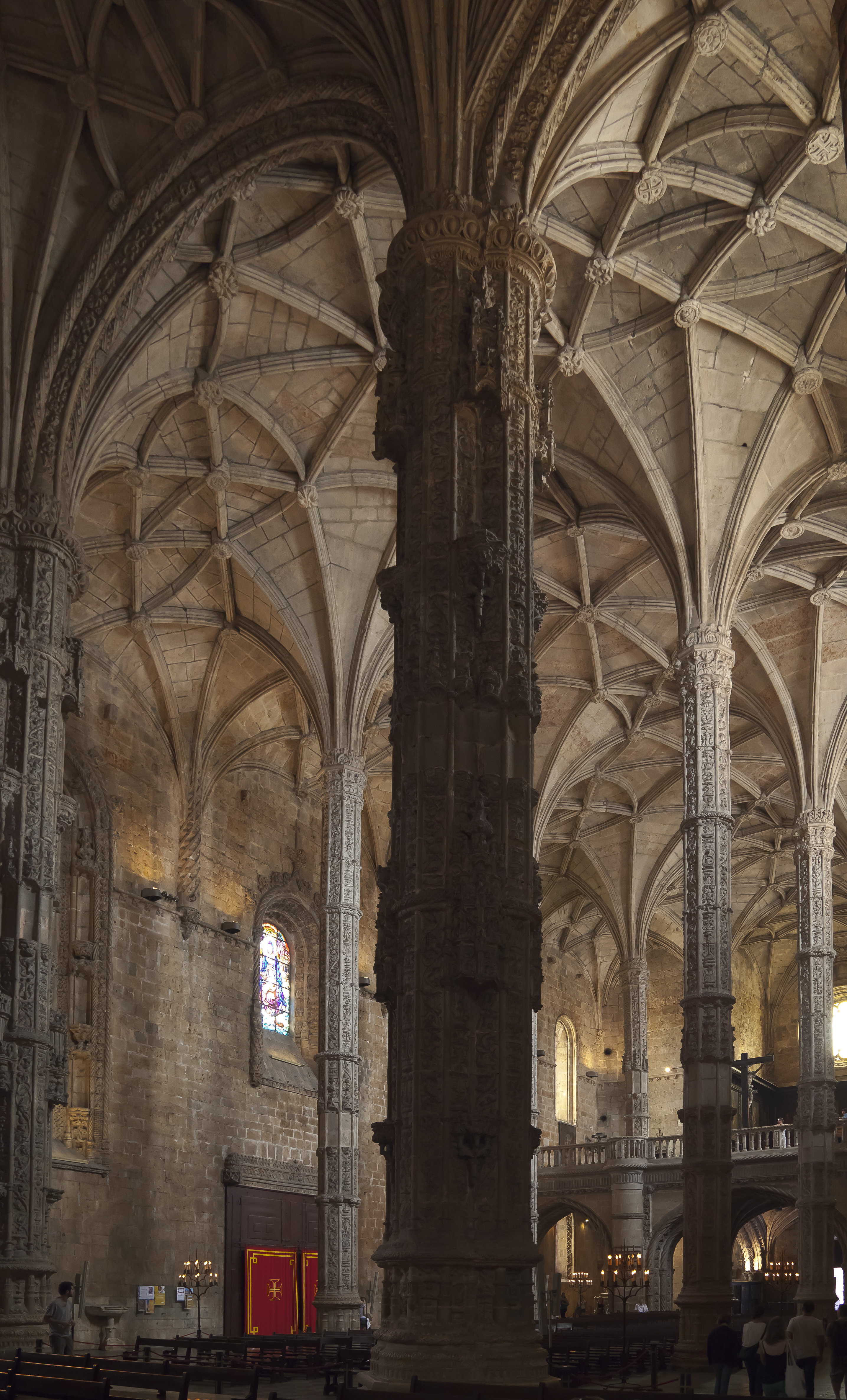
Interni del Monastero dos Jerónimos
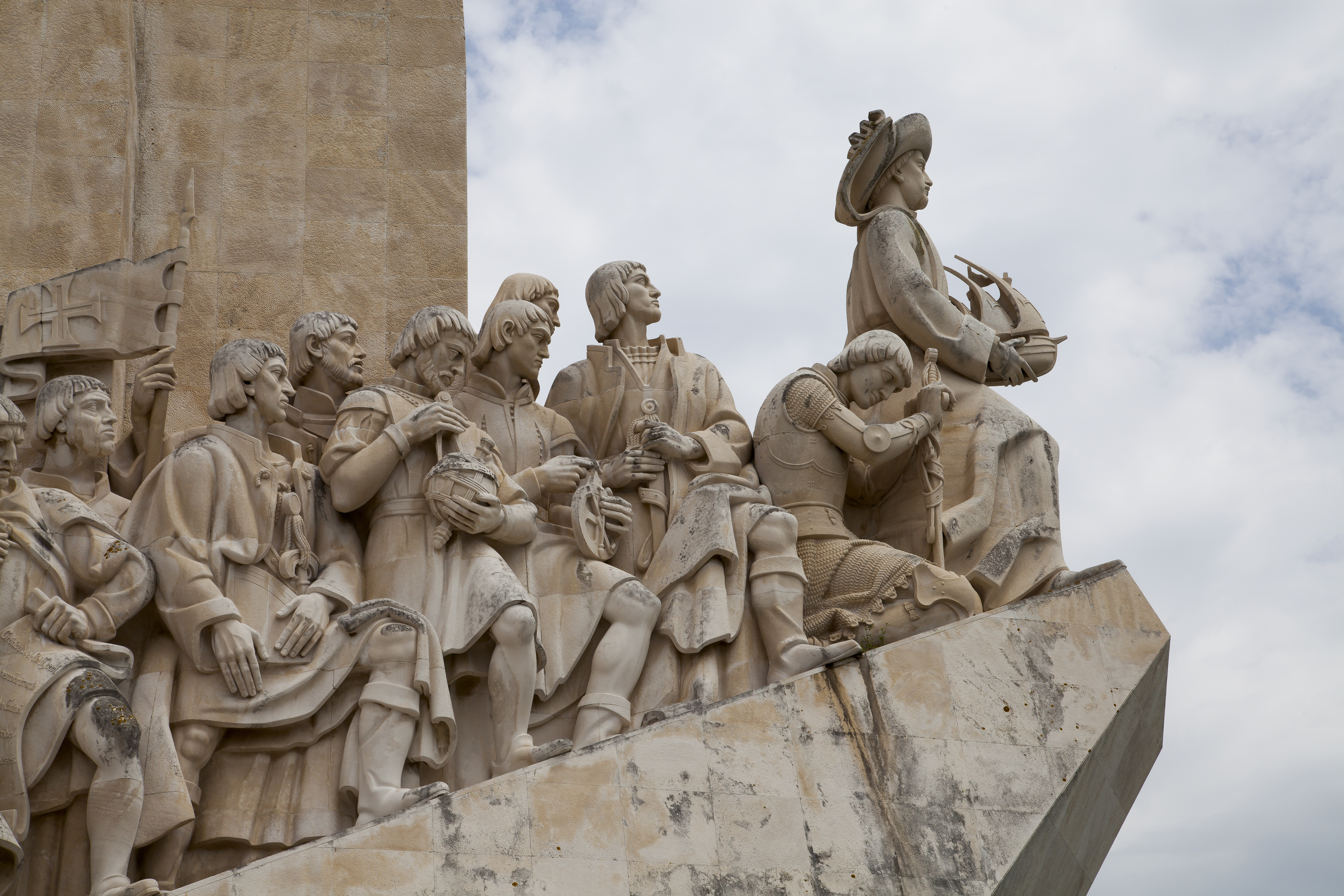
Monumento alle Scoperte (particolare)
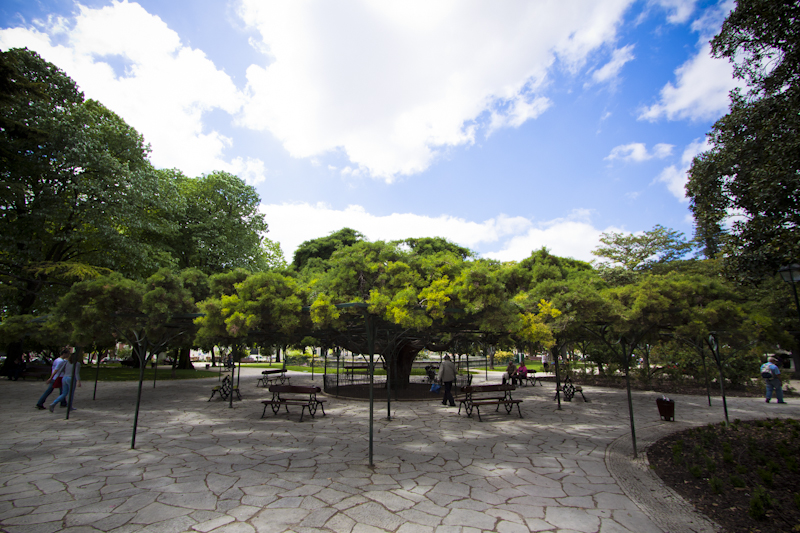
Jardim França Borges o Jardim do Príncipe Real, situato nella freguesia di Misericórdia
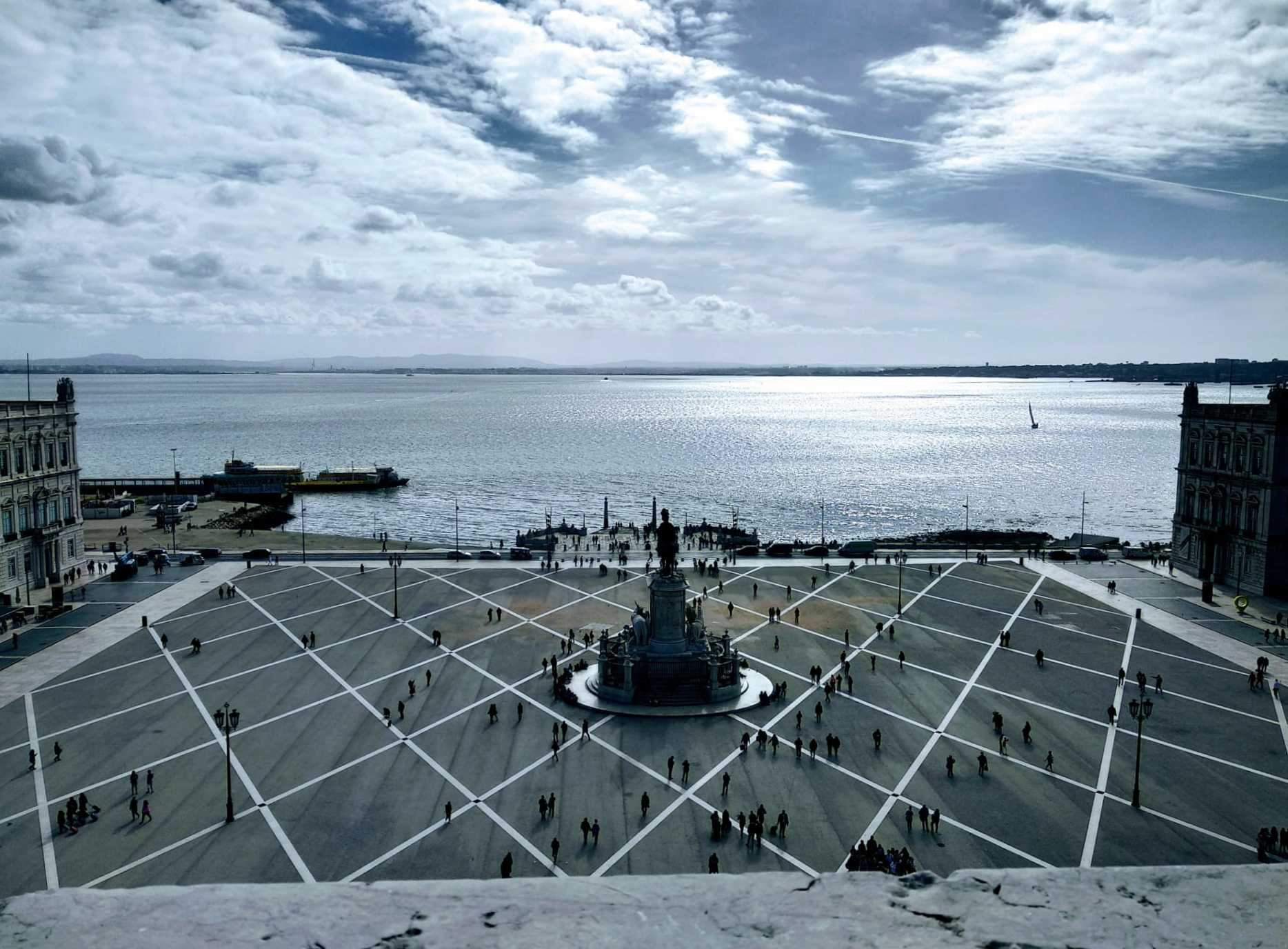
Praça do Comércio, il cuore della Baixa pombalina, con il monumento a Giuseppe I del Portogallo e il Cais das Colunas sul Tago
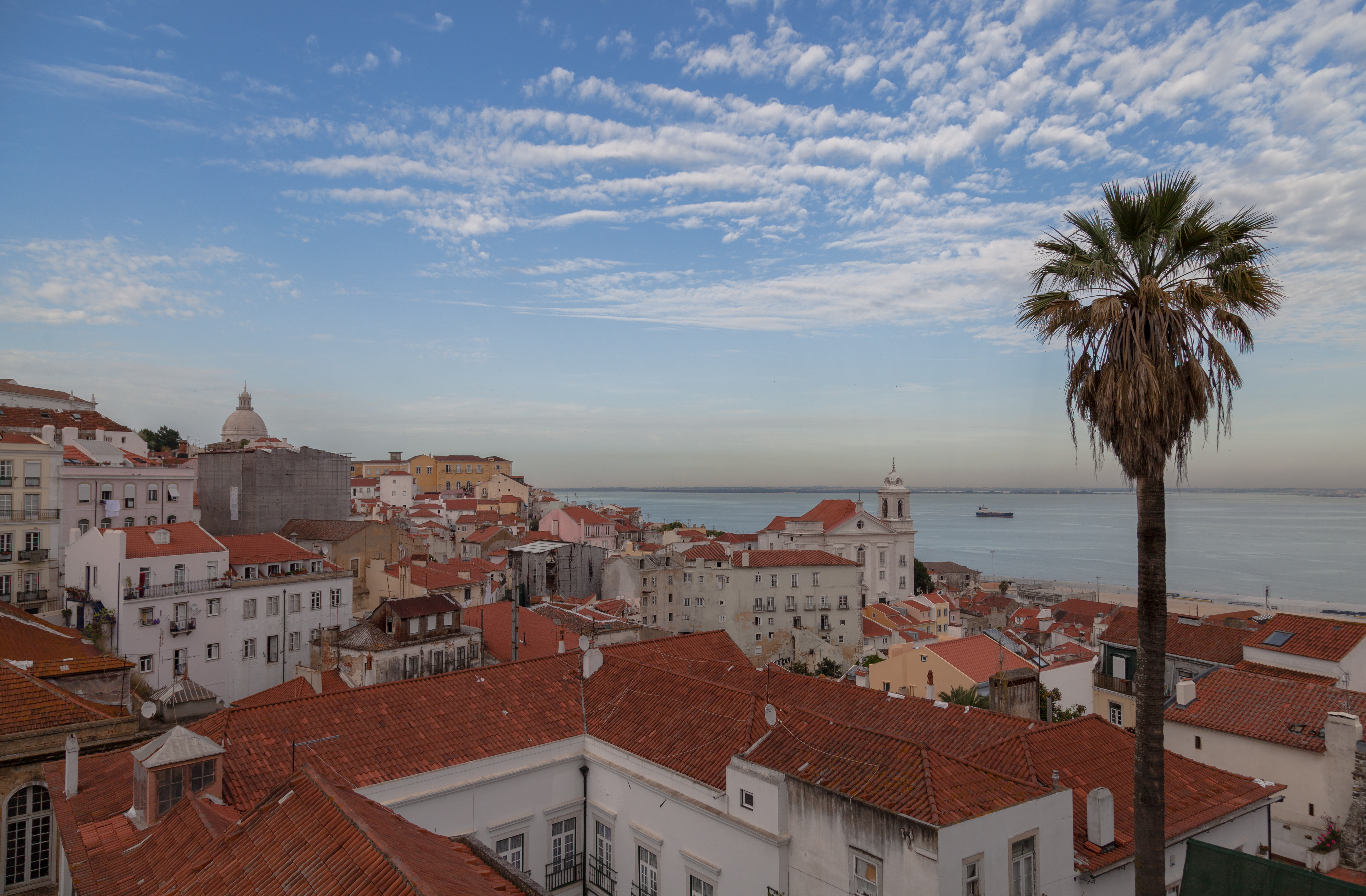
Vista del quartiere dell'Alfama dal Miradouro das Portas do Sol con l'Igreja de Santo Estêvão
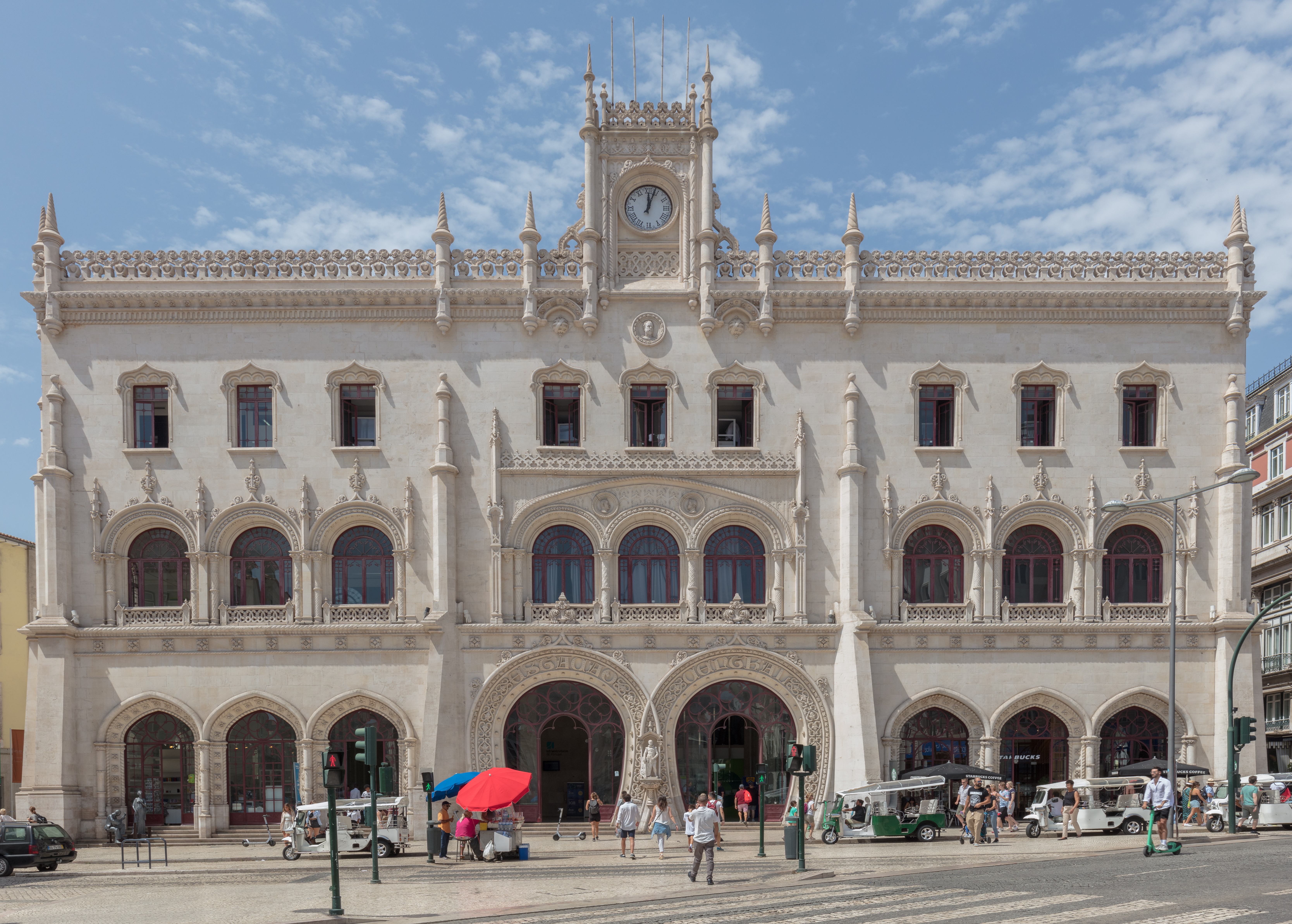
Stazione di Lisbona Rossio, esempio di architettura neomanuelina
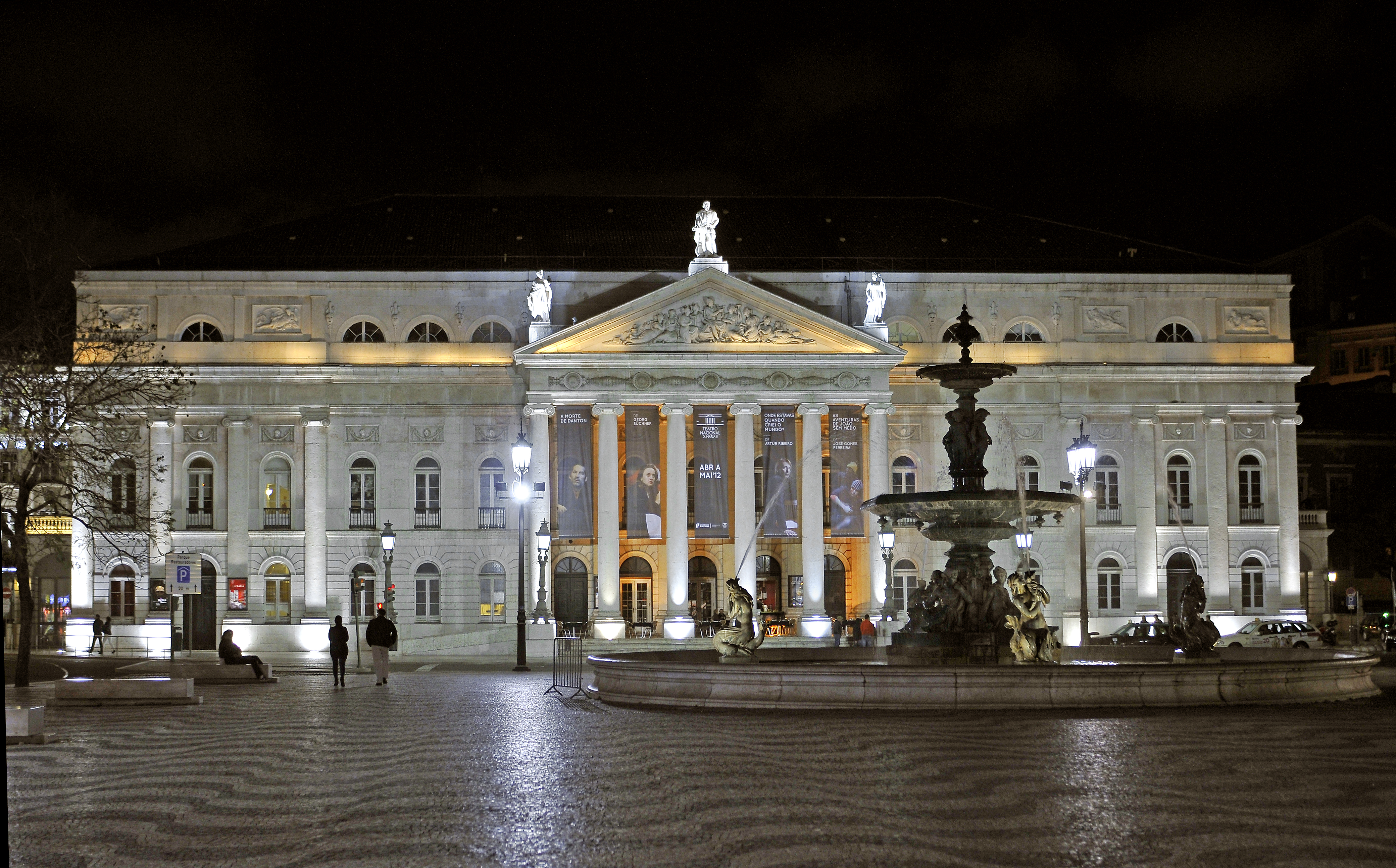
Teatro Nazionale D. Maria II al Rossio
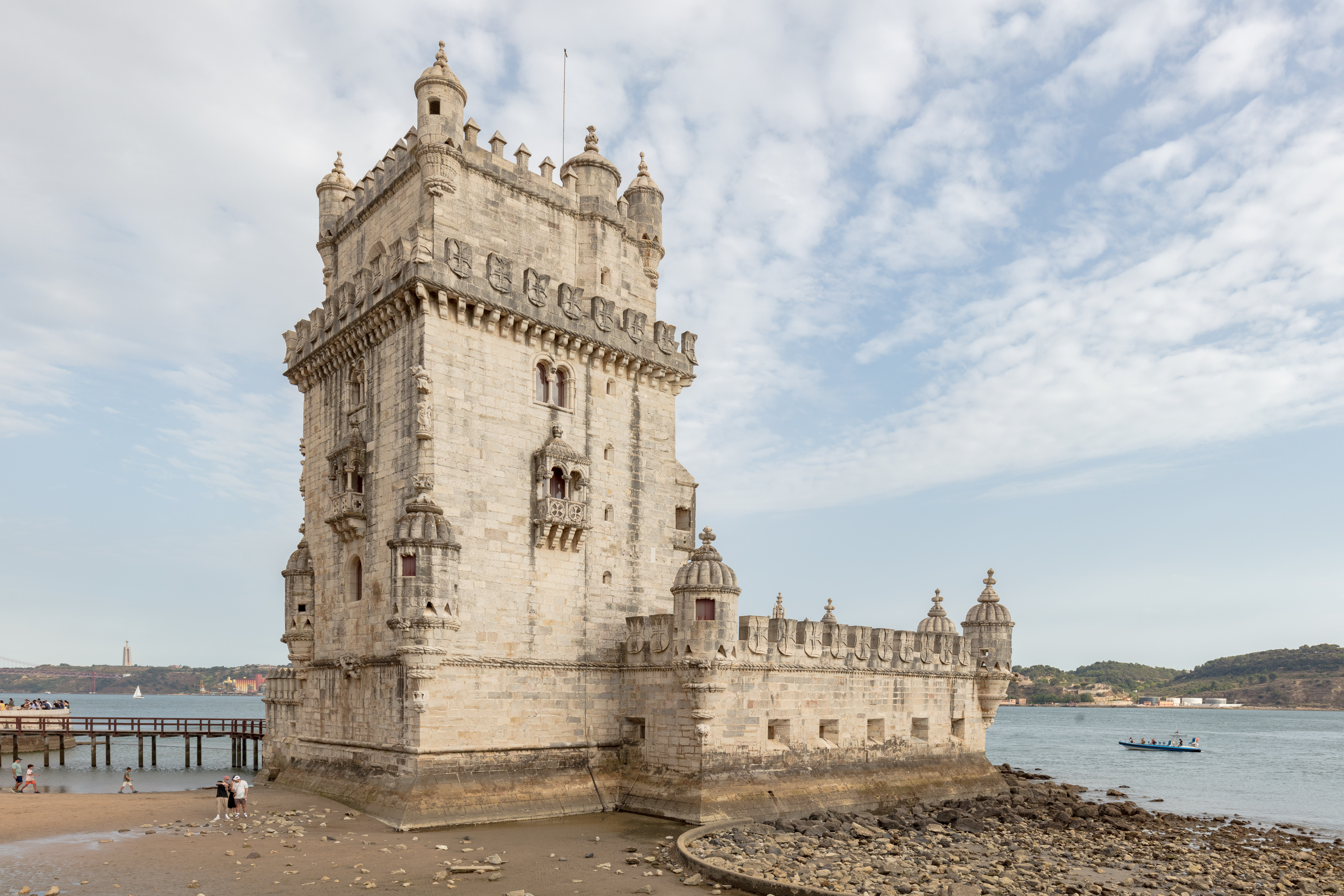
Torre di Belém
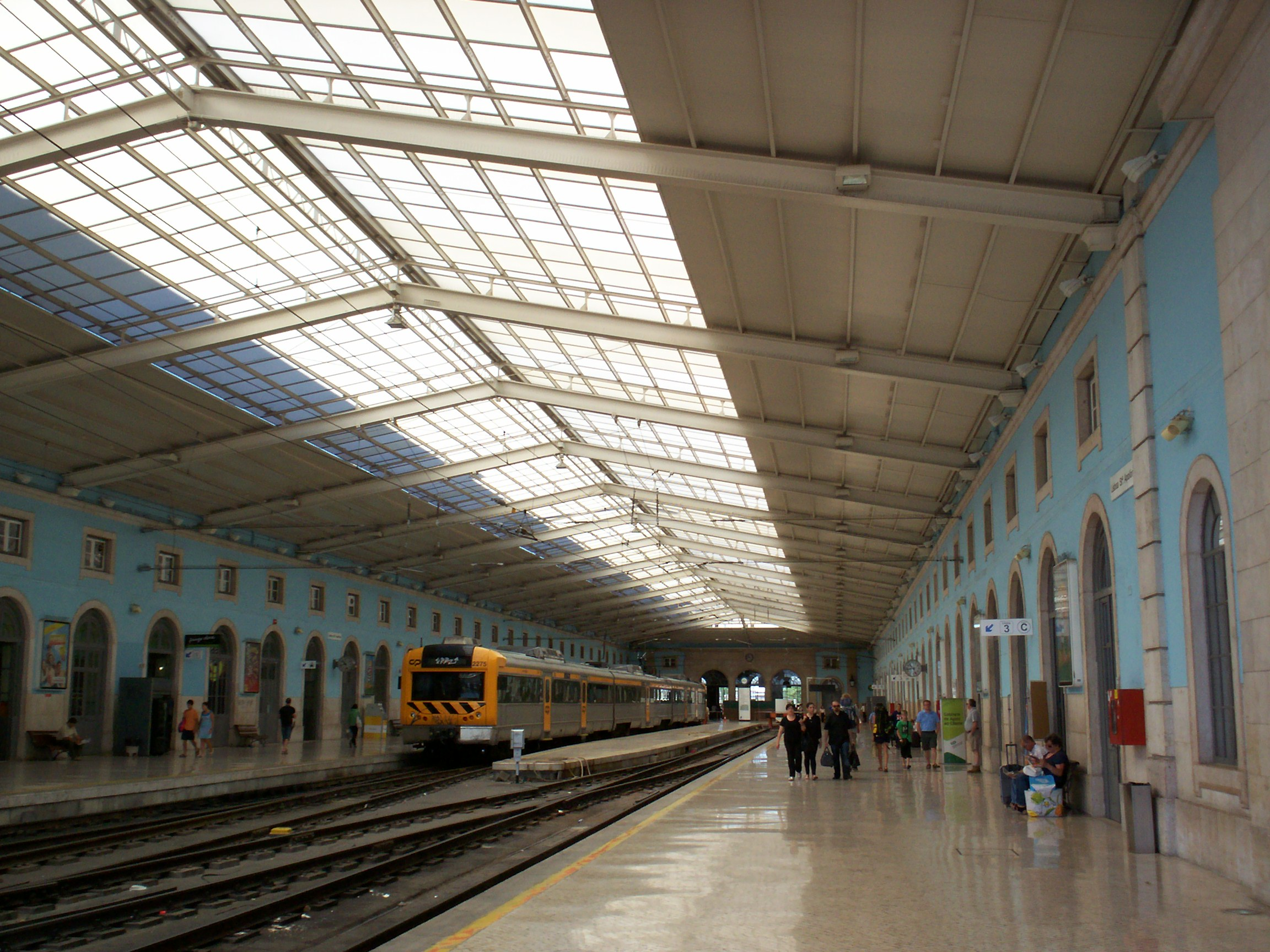
Stazione di Lisbona Santa Apolónia
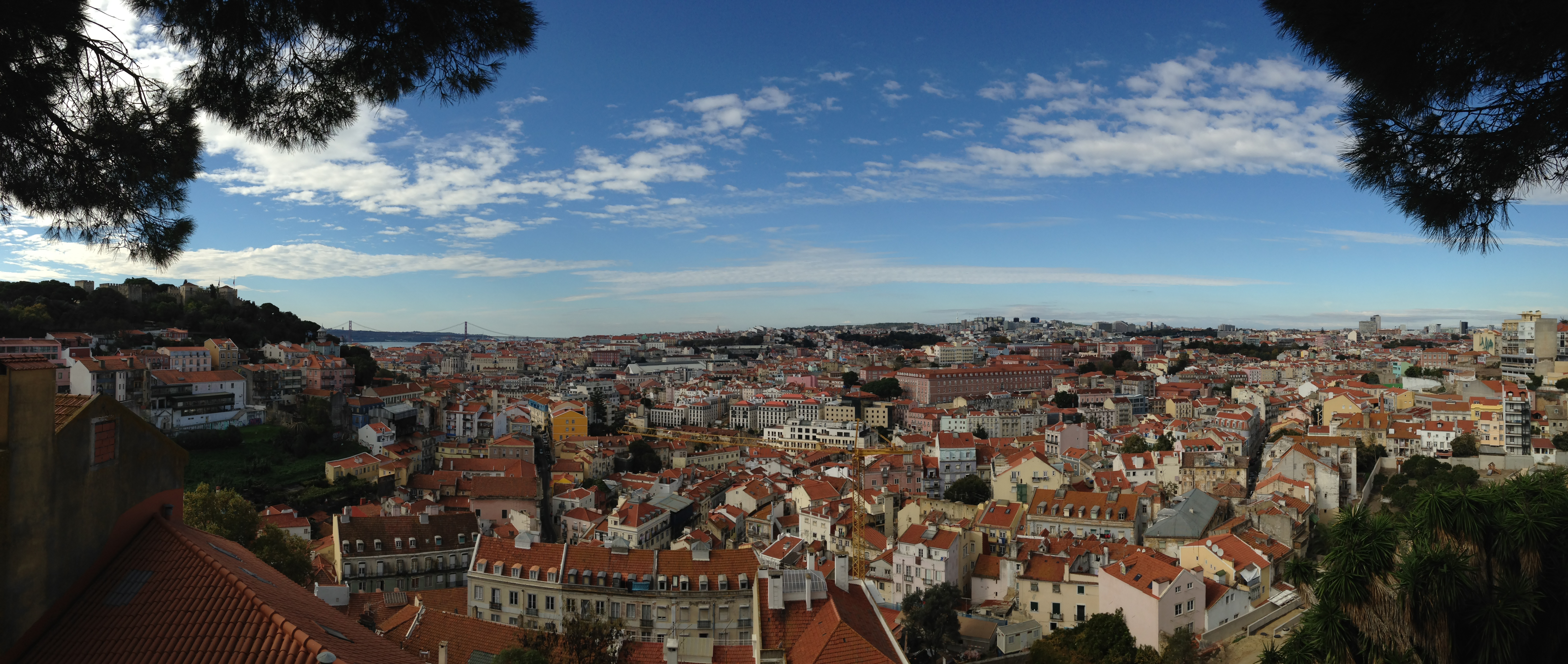
Vista della città dal Miradouro da Graça
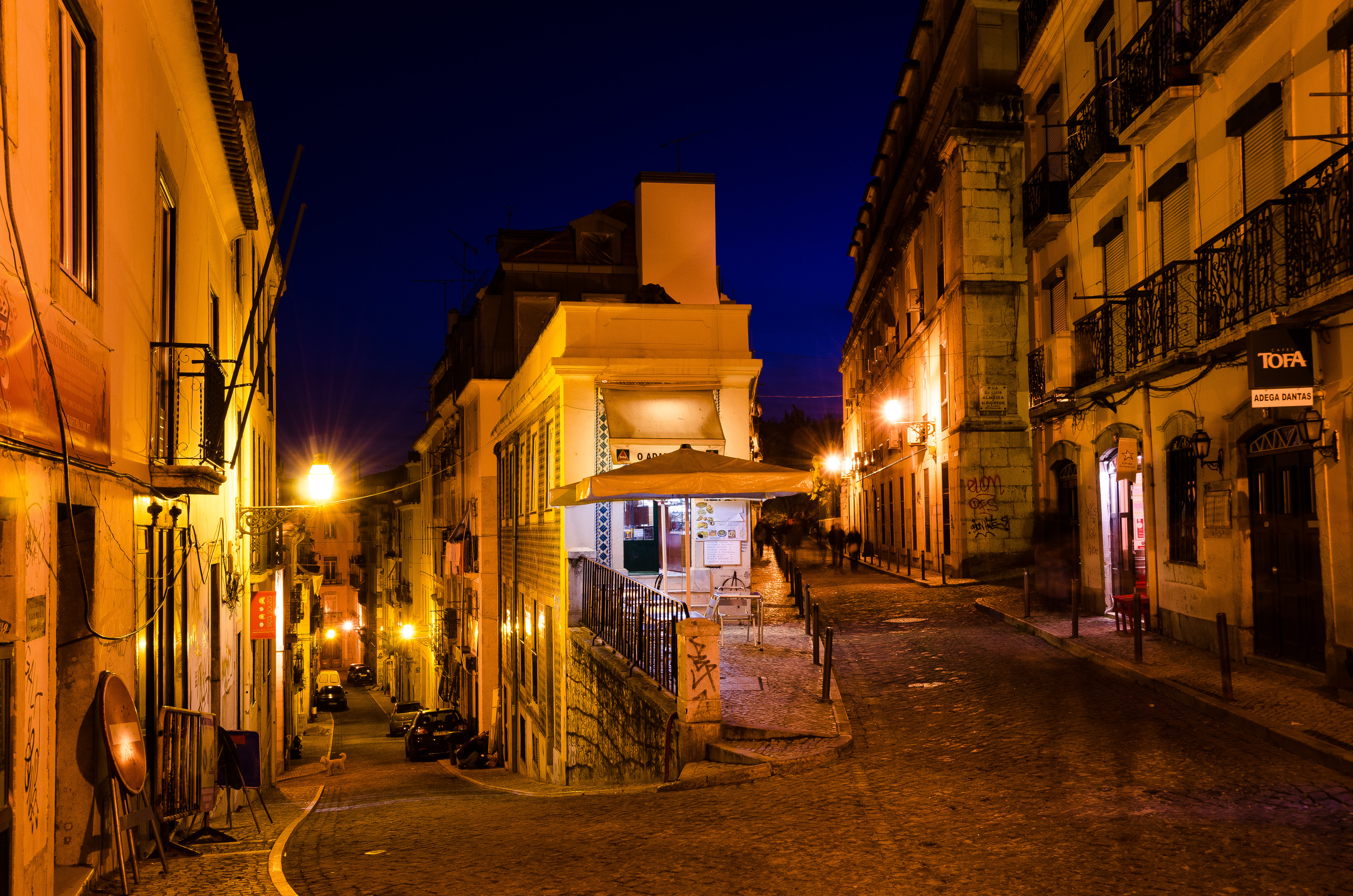
Rua Marechal Saldanha, nel quartiere della Bica
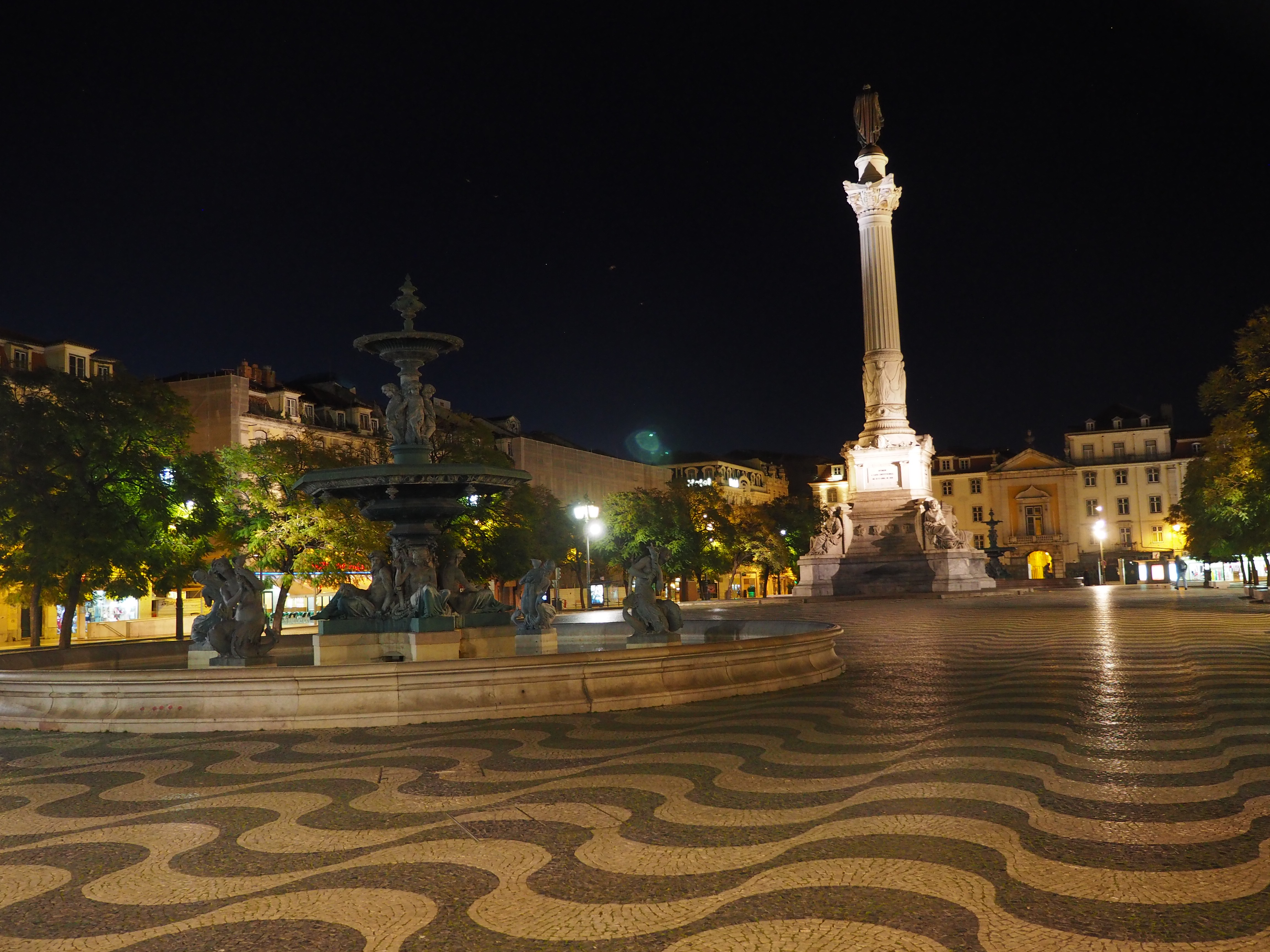
Il Rossio con la colonna di Pietro IV del Portogallo
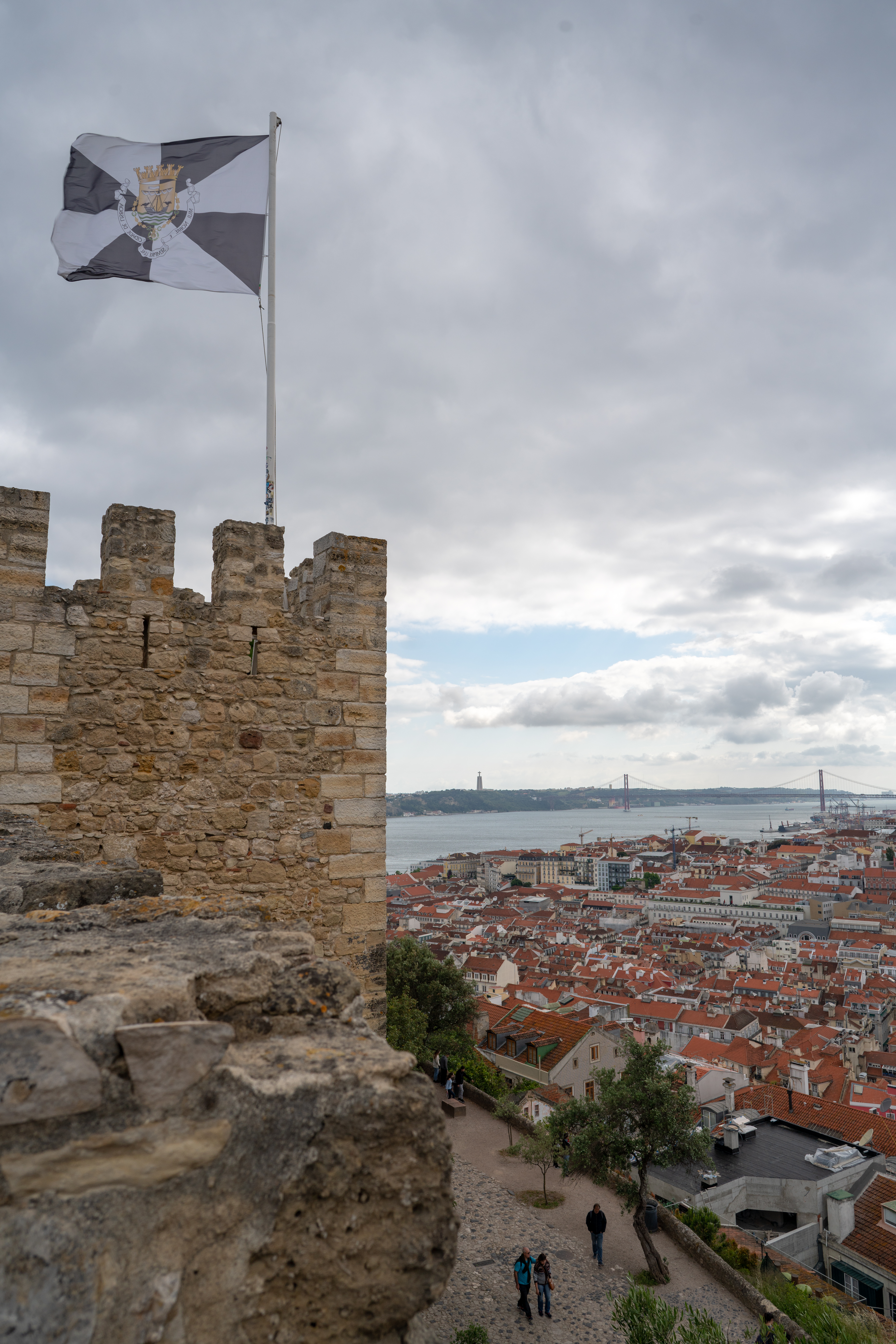
Castelo de São Jorge
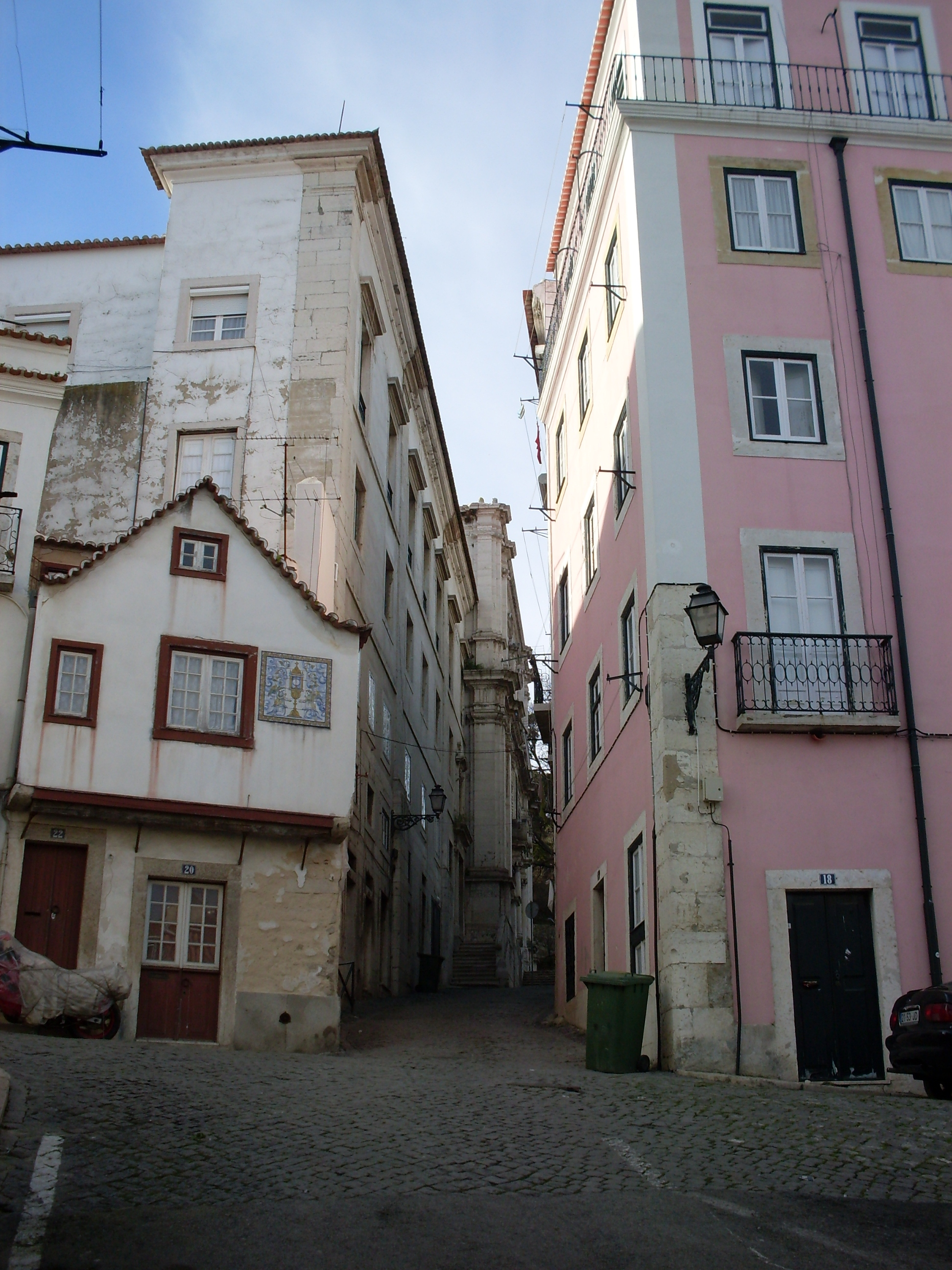
Rua dos Cegos, freguesia di Santa Maria Maior. Un raro esempio di abitazione del XVII secolo sopravvissuta al terremoto di Lisbona del 1755 (n. 20-22) con azulejos in stile seicentesco aggiunti nel 1930; alle spalle il complesso barocco del Convento e Igreja do Menino Deus realizzato nella prima metà del XVIII secolo
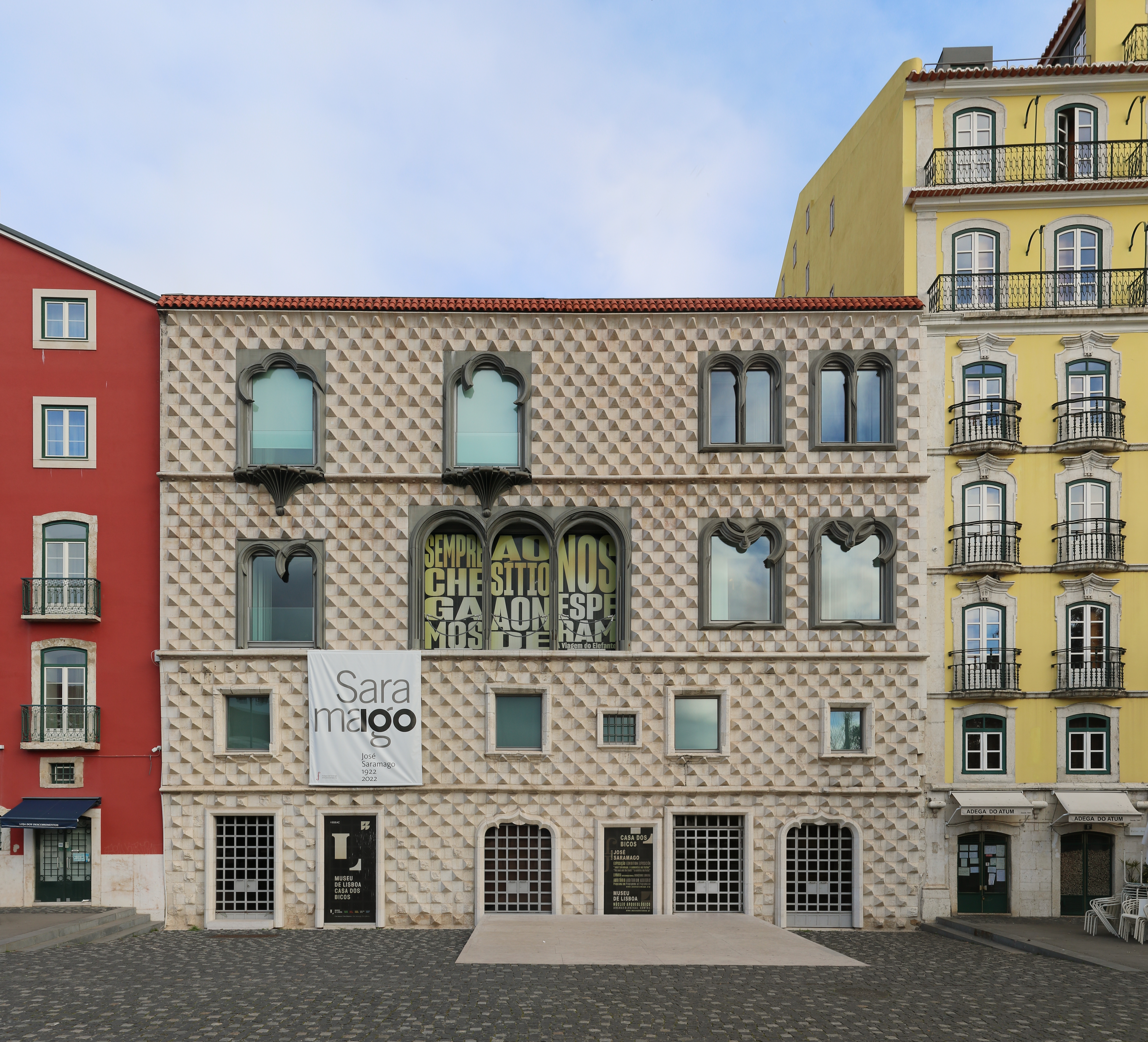
La Casa dos Bicos, sede della Fondazione José Saramago
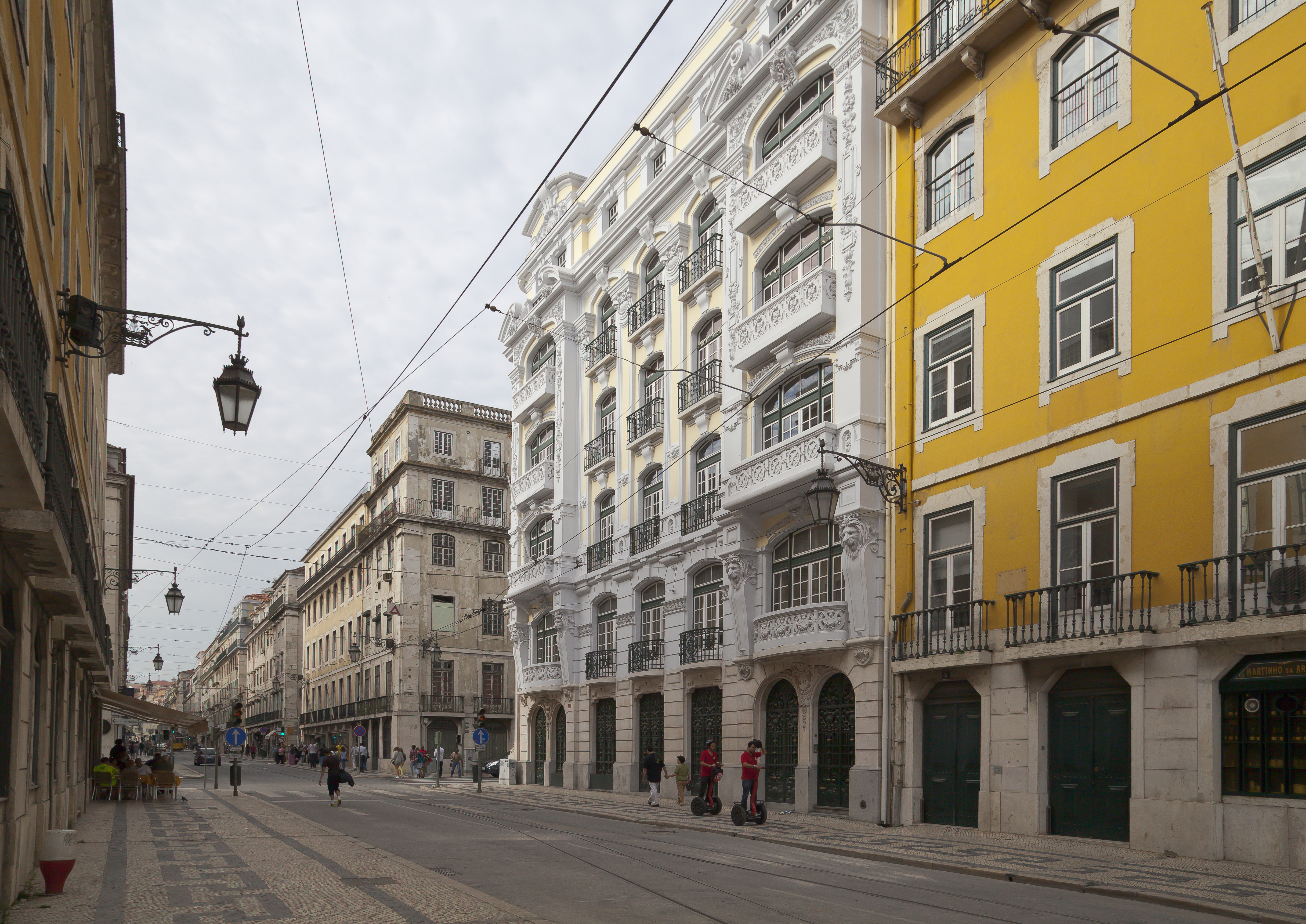
Rua da Prata, una delle vie principali della Baixa